# 확장 주기율표
확장 주기율표는 현재 알려져 있고 증명된 화학 원소를 넘어선 원소들에 대해 이론화한다. 현재까지 알려진 원자 번호가 가장 높은 원소는 오가네손 (Z = 118)으로, 주기율표의 7주기(행)를 완성한다. 따라서 8주기 이후의 모든 원소는 순전히 가설적인 상태로 남아 있다.
원소 118번을 넘어서는 원소들은 발견되면 추가 주기에 배치되며, 원소의 주기적으로 반복되는 특성 경향을 보여주기 위해 (기존 주기와 마찬가지로) 배열된다. 추가 주기는 7주기보다 더 많은 원소를 포함할 것으로 예상되는데, 이는 각 주기에 부분적으로 채워진 g-궤도를 포함하는 추가적인 g-구역을 가질 것으로 계산되기 때문이며 최소 18개의 원소를 포함한다. 이 구역을 포함하는 8주기 주기율표는 글렌 T. 시보그가 1969년에 제안했다. g-구역의 첫 번째 원소는 원자 번호 121을 가질 수 있으며, 따라서 체계적인 이름 운비우늄을 가질 것이다. 많은 탐색에도 불구하고, 이 영역의 원소는 합성되거나 자연에서 발견되지 않았다.
원자 구조에 대한 양자역학적 설명에서 궤도 근사에 따르면 g-구역은 부분적으로 채워진 g-궤도를 가진 원소에 해당하겠지만, 스핀-궤도 결합 효과는 높은 원자 번호를 가진 원소에 대한 궤도 근사의 유효성을 상당히 감소시킨다. 시보그의 확장 주기율표 버전은 가벼운 원소들이 설정한 패턴을 따르도록 무거운 원소들을 배치했는데, 이는 상대론적 효과를 고려하지 않았기 때문이다. 상대론적 효과를 고려하는 모델은 이 패턴이 깨질 것이라고 예측한다. 페카 퓌쾨와 부르크하르트 프리케는 컴퓨터 모델링을 사용하여 Z = 172까지의 원소들의 위치를 계산했고, 그 결과 여러 원소가 마델룽 규칙에서 벗어났다는 것을 발견했다. 120번을 넘어서는 원소의 화학적, 물리적 특성에 대한 예측의 불확실성과 가변성으로 인해, 현재 확장 주기율표에서의 이들의 배치에 대한 합의는 없다.
이 영역의 원소는 방사성 붕괴에 대해 매우 불안정하며 극히 짧은 반감기로 알파 붕괴 또는 자발 핵분열을 겪을 가능성이 높지만, 원소 126번은 핵분열에 저항하지만 알파 붕괴에는 저항하지 않는 안정성의 섬 내에 있을 것으로 가설화된다. 알려진 원소를 넘어서는 다른 안정성의 섬도 가능할 수 있으며, 원소 164번 주변에 이론화된 섬도 포함되지만 닫힌 핵 껍질의 안정화 효과의 정도는 불확실하다. 예상되는 안정성의 섬을 넘어서는 몇 개의 원소가 물리적으로 가능한지, 8주기가 완성되는지, 또는 9주기가 있는지 여부는 불분명하다. 국제 순수·응용 화학 연합(IUPAC)은 원소가 핵이 전자 구름을 형성하는 데 걸리는 시간인 10−14초(0.01피코초, 또는 10펨토초)보다 긴 수명을 가질 경우 존재한다고 정의한다.
이르면 1940년에 상대론적 디랙 방정식의 단순한 해석이 Z > 1/α ≈ 137.036 (미세 구조 상수의 역수)에서 전자 궤도에 문제를 일으키며, 중성 원자가 원소 137번을 넘어설 수 없으며 따라서 전자 궤도에 기반한 원소 주기율표가 이 지점에서 깨진다는 점이 지적되었다. 반면에, 더 엄격한 분석은 유사한 한계를 Z ≈ 168~172로 계산했는데, 이 지점에서 1s 부껍질이 디랙의 바다로 잠수하며, 이 지점을 넘어 존재할 수 없는 것은 중성 원자가 아니라 핵이라는 점을 지적하여 주기율계의 추가 확장에 장애가 되지 않는다고 보았다. 이 임계 원자 번호를 넘어서는 원자는 초임계 원자라고 불린다.

## 역사
악티늄족을 넘어서는 원소의 존재는 이르면 1895년에 덴마크 화학자 율리우스 톰센이 토륨과 우라늄이 32개 원소 주기의 일부를 형성할 것이며, 화학적으로 비활성인 원자량 292의 원소에서 끝날 것이라고 예측했을 때 처음 제안되었다(이는 현재 알려진 오가네손의 유일한 동위원소의 원자량 294와 크게 다르지 않다). 1913년, 스웨덴 물리학자 요한네스 뤼드베리도 비슷하게 라돈 다음의 비활성 기체가 원자 번호 118번을 가질 것이라고 예측했으며, 쌓음 원리가 예측하는 정확한 위치인 Z = 168, 218, 290, 362, 460에서 라돈의 더 무거운 동족체를 순수하게 형식적으로 도출했다. 1922년, 닐스 보어는 Z = 118인 다음 비활성 기체의 전자 구조를 예측했으며, 우라늄을 넘어서는 원소들이 자연에서 발견되지 않는 이유가 너무 불안정하기 때문이라고 제안했다. 독일 물리학자이자 엔지니어인 리하르트 스빈은 1926년에 초우라늄 원소에 대한 예측을 담은 검토 논문을 발표했는데(그가 이 용어를 만들었을 수도 있다), 여기서 그는 안정성의 섬에 대한 현대적 예측을 예견했다. 그는 1914년에 반감기가 원자 번호에 따라 엄격하게 감소하지 않고, 대신 Z = 98–102 및 Z = 108–110에서 더 긴 수명을 가진 원소가 있을 수 있다고 제안했으며, 그러한 원소가 지구의 핵, 철 운석, 또는 그린란드 빙상에 존재할 수 있다고 추측했는데, 이들은 우주에서 온 기원으로부터 갇혀 있었을 것이라고 보았다. 1955년까지 이 원소는 초중원소라고 불렸다.
미발견 초중원소의 특성에 대한 최초의 예측은 1957년에 핵 껍질 개념이 처음 탐구되고 원소 126번 주변에 안정성의 섬이 존재할 것이라고 이론화되었을 때 이루어졌다. 1967년에는 더 엄격한 계산이 수행되었고, 안정성의 섬이 당시 미발견된 플레로븀 (원소 114번)을 중심으로 할 것이라고 이론화되었다. 이는 다른 후속 연구와 함께 많은 연구자들이 자연에서 초중원소를 찾거나 가속기에서 이를 합성하도록 동기를 부여했다. 1970년대에 많은 초중원소 탐색이 수행되었지만, 모두 부정적인 결과로 나타났다. 2022년 4월 기준, 운비트륨 (Z = 123번)을 제외하고 운비셉튬 (Z = 127번)까지의 모든 원소에 대해 합성이 시도되었으며, 가장 무거운 합성 성공 원소는 2002년의 오가네손이고, 가장 최근의 발견은 2010년의 테네신이다.
일부 초중원소가 7주기 주기율표를 넘어설 것으로 예측됨에 따라, 이 원소를 포함하는 추가 8주기는 1969년 글렌 T. 시보그가 처음 제안했다. 이 모델은 기존 원소의 패턴을 이어가며 새로운 g-구역과 원소 121번에서 시작하는 초악티늄족 계열을 도입하여, 알려진 주기에 비해 8주기의 원소 수를 늘렸다. 그러나 이러한 초기 계산은 주기적 경향을 깨뜨리고 단순한 외삽을 불가능하게 만드는 상대론적 효과를 고려하지 못했다. 1971년, 프리케는 Z = 172까지의 주기율표를 계산했으며, 일부 원소가 실제로 기존 패턴을 깨뜨리는 다른 특성을 가지고 있음을 발견했고, 2010년 페카 퓌쾨의 계산에서도 여러 원소가 예상과 다르게 행동할 수 있다고 지적했다. 주기율표가 알려진 118개 원소를 넘어 얼마나 확장될 수 있는지는 미지수인데, 더 무거운 원소는 점점 더 불안정할 것으로 예측되기 때문이다. 글렌 T. 시보그는 실용적으로 볼 때, 핵 불안정성으로 인해 주기율표의 끝이 이르면 Z = 120경에 올 수 있다고 제안했다.

## 확장 주기율표의 예측 구조
현재 원자 번호 120번을 넘어선 원소의 주기율표 배치에 대한 합의는 없다.
모든 가설적인 원소는 국제 순수·응용 화학 연합(IUPAC) 체계적 원소 이름이 부여되며, 원소가 발견되고 확인되어 공식적인 이름이 승인될 때까지 사용된다. 이러한 이름은 일반적으로 문헌에서 사용되지 않고, 대신 원소들은 원자 번호로 호칭된다. 따라서 원소 164는 보통 "운헥스쿼듐" 또는 "Uhq"(체계적 이름 및 기호)로 불리지 않고, "원소 164번"로 불리며 기호는 "164", "(164)", "E164"이다.

### 쌓음 원리
원소 118번에서 1s, 2s, 2p, 3s, 3p, 3d, 4s, 4p, 4d, 4f, 5s, 5p, 5d, 5f, 6s, 6p, 6d, 7s, 7p 궤도가 채워지고 나머지 궤도는 비어 있다고 가정한다. 쌓음 원리를 단순하게 외삽하면 8번째 행은 8s, 5g, 6f, 7d, 8p 순서로 궤도를 채울 것이라고 예측되지만, 원소 120 이후에는 전자 껍질의 근접성으로 인해 단순한 표에 배치하기가 어려워진다.
| 확장 주기율표 | 확장 주기율표 | 확장 주기율표 | 확장 주기율표 | 확장 주기율표 | 확장 주기율표 | 확장 주기율표 | 확장 주기율표 | 확장 주기율표 | 확장 주기율표 | 확장 주기율표 | 확장 주기율표 | 확장 주기율표 | 확장 주기율표 | 확장 주기율표 | 확장 주기율표 | 확장 주기율표 | 확장 주기율표 | 확장 주기율표 | 확장 주기율표 | 확장 주기율표 | 확장 주기율표 | 확장 주기율표 | 확장 주기율표 | 확장 주기율표 | 확장 주기율표 | 확장 주기율표 | 확장 주기율표 | 확장 주기율표 | 확장 주기율표 | 확장 주기율표 | 확장 주기율표 | 확장 주기율표 | 확장 주기율표 | 확장 주기율표 | 확장 주기율표 | 확장 주기율표 | 확장 주기율표 | 확장 주기율표 | 확장 주기율표 | 확장 주기율표 | 확장 주기율표 | 확장 주기율표 | 확장 주기율표 | 확장 주기율표 | 확장 주기율표 | 확장 주기율표 | 확장 주기율표 | 확장 주기율표 | 확장 주기율표 | 확장 주기율표 |
| ------------- | ------------- | ------------- | ------------- | ------------- | ------------- | ------------- | ------------- | ------------- | ------------- | ------------- | ------------- | ------------- | ------------- | ------------- | ------------- | ------------- | ------------- | ------------- | ------------- | ------------- | ------------- | ------------- | ------------- | ------------- | ------------- | ------------- | ------------- | ------------- | ------------- | ------------- | ------------- | ------------- | ------------- | ------------- | ------------- | ------------- | ------------- | ------------- | ------------- | ------------- | ------------- | ------------- | ------------- | ------------- | ------------- | ------------- | ------------- | ------------- | ------------- | ------------- |
| 1             | 1 H           |               |               |               |               |               |               |               |               |               |               |               |               |               |               |               |               |               |               |               |               |               |               |               |               |               |               |               |               |               |               |               |               |               |               |               |               |               |               |               |               |               |               |               |               |               |               |               |               | 2 He          |
| 2             | 3 Li          | 4 Be          |               |               |               |               |               |               |               |               |               |               |               |               |               |               |               |               |               |               |               |               |               |               |               |               |               |               |               |               |               |               |               |               |               |               |               |               |               |               |               |               |               |               | 5 B           | 6 C           | 7 N           | 8 O           | 9 F           | 10 Ne         |
| 3             | 11 Na         | 12 Mg         |               |               |               |               |               |               |               |               |               |               |               |               |               |               |               |               |               |               |               |               |               |               |               |               |               |               |               |               |               |               |               |               |               |               |               |               |               |               |               |               |               |               | 13 Al         | 14 Si         | 15 P          | 16 S          | 17 Cl         | 18 Ar         |
| 4             | 19 K          | 20 Ca         |               |               |               |               |               |               |               |               |               |               |               |               |               |               |               |               |               |               |               |               |               |               |               |               |               |               |               |               |               |               |               |               | 21 Sc         | 22 Ti         | 23 V          | 24 Cr         | 25 Mn         | 26 Fe         | 27 Co         | 28 Ni         | 29 Cu         | 30 Zn         | 31 Ga         | 32 Ge         | 33 As         | 34 Se         | 35 Br         | 36 Kr         |
| 5             | 37 Rb         | 38 Sr         |               |               |               |               |               |               |               |               |               |               |               |               |               |               |               |               |               |               |               |               |               |               |               |               |               |               |               |               |               |               |               |               | 39 Y          | 40 Zr         | 41 Nb         | 42 Mo         | 43 Tc         | 44 Ru         | 45 Rh         | 46 Pd         | 47 Ag         | 48 Cd         | 49 In         | 50 Sn         | 51 Sb         | 52 Te         | 53 I          | 54 Xe         |
| 6             | 55 Cs         | 56 Ba         |               |               |               |               |               |               |               |               |               |               |               |               |               |               |               |               |               |               | 57 La         | 58 Ce         | 59 Pr         | 60 Nd         | 61 Pm         | 62 Sm         | 63 Eu         | 64 Gd         | 65 Tb         | 66 Dy         | 67 Ho         | 68 Er         | 69 Tm         | 70 Yb         | 71 Lu         | 72 Hf         | 73 Ta         | 74 W          | 75 Re         | 76 Os         | 77 Ir         | 78 Pt         | 79 Au         | 80 Hg         | 81 Tl         | 82 Pb         | 83 Bi         | 84 Po         | 85 At         | 86 Rn         |
| 7             | 87 Fr         | 88 Ra         |               |               |               |               |               |               |               |               |               |               |               |               |               |               |               |               |               |               | 89 Ac         | 90 Th         | 91 Pa         | 92 U          | 93 Np         | 94 Pu         | 95 Am         | 96 Cm         | 97 Bk         | 98 Cf         | 99 Es         | 100 Fm        | 101 Md        | 102 No        | 103 Lr        | 104 Rf        | 105 Db        | 106 Sg        | 107 Bh        | 108 Hs        | 109 Mt        | 110 Ds        | 111 Rg        | 112 Cn        | 113 Nh        | 114 Fl        | 115 Mc        | 116 Lv        | 117 Ts        | 118 Og        |
| 8             | 119 Uue       | 120 Ubn       | 121 Ubu       | 122 Ubb       | 123 Ubt       | 124 Ubq       | 125 Ubp       | 126 Ubh       | 127 Ubs       | 128 Ubo       | 129 Ube       | 130 Utn       | 131 Utu       | 132 Utb       | 133 Utt       | 134 Utq       | 135 Utp       | 136 Uth       | 137 Uts       | 138 Uto       | 139 Ute       | 140 Uqn       | 141 Uqu       | 142 Uqb       | 143 Uqt       | 144 Uqq       | 145 Uqp       | 146 Uqh       | 147 Uqs       | 148 Uqo       | 149 Uqe       | 150 Upn       | 151 Upu       | 152 Upb       | 153 Upt       | 154 Upq       | 155 Upp       | 156 Uph       | 157 Ups       | 158 Upo       | 159 Upe       | 160 Uhn       | 161 Uhu       | 162 Uhb       | 163 Uht       | 164 Uhq       | 165 Uhp       | 166 Uhh       | 167 Uhs       | 168 Uho       |

| s-구역 | g-구역 | f-구역 | d-구역 | p-구역 |

### 프리케 모델
모든 모델이 더 무거운 원소가 가벼운 원소에서 설정한 패턴을 따른다고 보여주지는 않는다. 1971년에 발표된 논문에서 원소 184번까지 계산을 수행한 부르크하르트 프리케 등은 일부 원소가 궤도 중첩의 결과로 마델룽 에너지-순서 규칙에서 벗어나는 것을 발견했다. 이는 무거운 원소에서 상대론적 효과의 역할이 증가하기 때문이다(그들은 원소 184번까지의 화학적 특성을 설명하지만, 원소 172번까지만 표를 그린다).
| H   |     |     |         |         |     |     |     |     |     |     |     |     |     |     |     |     |     |     | He  |
| Li  | Be  |     |         |         |     |     |     |     |     |     |     |     |     | B   | C   | N   | O   | F   | Ne  |
| Na  | Mg  |     |         |         |     |     |     |     |     |     |     |     |     | Al  | Si  | P   | S   | Cl  | Ar  |
| K   | Ca  | Sc  |         |         | Ti  | V   | Cr  | Mn  | Fe  | Co  | Ni  | Cu  | Zn  | Ga  | Ge  | As  | Se  | Br  | Kr  |
| Rb  | Sr  | Y   |         |         | Zr  | Nb  | Mo  | Tc  | Ru  | Rh  | Pd  | Ag  | Cd  | In  | Sn  | Sb  | Te  | I   | Xe  |
| Cs  | Ba  | La  |         | Ce–Lu   | Hf  | Ta  | W   | Re  | Os  | Ir  | Pt  | Au  | Hg  | Tl  | Pb  | Bi  | Po  | At  | Rn  |
| Fr  | Ra  | Ac  |         | Th–Lr   | Rf  | Db  | Sg  | Bh  | Hs  | Mt  | Ds  | Rg  | Cn  | Nh  | Fl  | Mc  | Lv  | Ts  | Og  |
| 119 | 120 | 121 | 122–141 | 142–155 | 156 | 157 | 158 | 159 | 160 | 161 | 162 | 163 | 164 |     |     |     |     |     |     |
| 165 | 166 |     |         |         |     |     |     |     |     |     |     |     |     | 167 | 168 | 169 | 170 | 171 | 172 |

프리케 외 연구진의 형식은 화학적 행동보다는 형식적인 전자 배열에 더 중점을 두었다. 그들은 원소 156~164번을 4~12족에 배치했는데, 이는 형식적으로 그들의 배열이 7d2부터 7d10까지여야 하기 때문이다. 그러나 이들은 8s 껍질이 화학 결합에 사용되지 않는다는 점에서 이전 d-원소들과 다르다. 대신 9s 껍질이 사용된다. 따라서 7d109s0 배열을 가진 원소 164는 4d105s0 배열을 가진 팔라듐과 유사하다고 프리케 외 연구진은 언급하며, 원소 157~172번은 3~18족과 화학적 유사성을 가진다고 본다(다만 원소 165와 166이 1족 및 2족 원소와 더 유사한지, 아니면 11족 및 12족 원소와 더 유사한지에 대해서는 모호하다). 따라서 원소 157~164번은 저자들이 화학적으로 가장 유사하다고 생각하지 않는 그룹에 표에 배치된다.

### 네페도프
바딤 네페도프, 말비나 트르자스코프스카야, 빅터 야르젬스키는 164번까지 계산을 수행했다(결과는 2006년에 발표되었다). 그들은 원소 158부터 164번까지를 4족부터 10족의 동족체로 간주했으며, 6족부터 12족이 아니라고 보았다. 이는 5주기 전이 금속과의 전자 배열 유사성에 주목했기 때문이다(예: 원소 159 7d49s1 대 Nb 4d45s1, 원소 160 7d59s1 대 Mo 4d55s1, 원소 162 7d79s1 대 Ru 4d75s1, 원소 163 7d89s1 대 Rh 4d85s1, 원소 164 7d109s0 대 Pd 4d105s0). 따라서 그들은 화학적으로 가장 유사한 그룹에 대해서는 프리케 외 연구진과 의견을 같이하지만, 네페도프 외 연구진은 실제로 원소를 화학적으로 가장 유사한 그룹에 배치한다는 점에서 차이가 있다. Rg와 Cn은 Au와 Hg와 다른 배열을 반영하기 위해 별표가 붙어 있다(원래 출판물에서는 3차원으로 변위되어 그려져 있다). 사실 Cn은 Hg와 유사한 배열을 가질 가능성이 높으며, Pt와 Ds 사이의 배열 차이는 표시되지 않았다.
| Cs  | Ba  | La–Lu   | Hf  | Ta  | W   | Re  | Os  | Ir  | Pt  | Au  | Hg  | Tl | Pb | Bi | Po | At | Rn |
| Fr  | Ra  | Ac–Lr   | Rf  | Db  | Sg  | Bh  | Hs  | Mt  | Ds  | Rg* | Cn* | Nh | Fl | Mc | Lv | Ts | Og |
| 119 | 120 | 121–157 | 158 | 159 | 160 | 161 | 162 | 163 | 164 |     |     |    |    |    |    |    |    |

### 퓌쾨
페카 퓌쾨는 2011년에 발표한 논문에서 컴퓨터 모델링을 사용하여 Z = 172까지의 원소들의 위치와 가능한 화학적 특성을 계산했다. 그는 프리케 외 연구진의 궤도 순서를 재현했으며, 이온 배열을 기반으로 원소 121~164번에 형식적으로 자리를 할당함으로써 그들의 표를 개선할 것을 제안했다.

전자 수를 기록하기 위해 퓌쾨는 일부 원소를 순서에서 벗어나 배치한다. 따라서 139번과 140번은 8p1/2 껍질이 채워져야 함을 반영하기 위해 13족과 14족에 배치되며, 그는 별도의 5g, 8p1/2, 6f 계열을 구별한다. 프리케 외 연구진과 네페도프 외 연구진은 이러한 계열을 분리하려고 시도하지 않는다.

### 쿨샤
계산 화학자 안드레이 쿨샤는 퓌쾨의 계산을 참고하여 네페도프 외 연구진의 164번까지의 버전을 바탕으로 172번까지의 확장 주기율표의 두 가지 형태를 제안했다. 그들의 화학적 특성에 따라, 원소 157~172번은 두 형태 모두에서 5주기의 이트륨부터 제논까지의 8주기 동족체로 배치된다. 이는 네페도프 외 연구진의 157~164번을 이트륨부터 팔라듐 아래에 배치하는 것을 확장한 것이며, 프리케 외 연구진이 제시한 화학적 유사성과 일치한다.
쿨샤는 원소 121~156번을 다루는 두 가지 방법을 제안했는데, 이들은 초기 원소 사이에서 정확한 유사체가 없다. 그의 첫 번째 형태(2011년, 퓌쾨의 논문 발표 후)에서, 원소 121~138번과 139~156번은 두 개의 별도 행으로 배치된다(함께 "초전이 원소"라고 불린다). 이들은 퓌쾨의 산화 상태 계산에 따라 핵심에 5g18 부껍질이 추가됨으로써 관련이 있으며, 각각 란타넘족과 악티늄족을 모방해야 한다. 그의 두 번째 제안(2016년)에서는 원소 121~142번이 g-구역을 형성하고(5g 활동을 가지므로), 원소 143~156번은 악티늄부터 노벨륨 아래에 배치된 f-구역을 형성한다.

쿨샤의 첫 번째 제안 형태

쿨샤의 두 번째 제안 형태

따라서 8주기는 54개 원소로 구성되며, 118번 다음의 다음 비활성 원소는 172번이다.

### 스미츠 외
2023년 스미츠, 둘만, 인델리카토, 나자레비치, 슈베르트페거는 전자 배열을 기반으로 원소 119번에서 170번까지의 원소들을 주기율표에 배치하려는 또 다른 시도를 했다. 몇몇 원소(121~124번 및 168번)의 배열은 명확하게 배치할 수 없었다. 원소 145번은 두 번 나타나고, 일부 위치는 이중 점유를 보이며, 다른 위치는 비어 있다.
| Cs  | Ba  |     |     |     |     |     |     |     |     |         |     |     |     |     |     |     |     |         |     | La  | Ce | Pr | Nd  | Pm  | Sm  | Eu      | Gd  | Tb  | Dy | Ho  | Er  | Tm  | Yb | Lu  | Hf | Ta  | W   | Re      | Os  | Ir  | Pt  | Au | Hg  | Tl  | Pb  | Bi | Po  | At | Rn |  |
| Fr  | Ra  |     |     |     |     |     |     |     |     |         |     |     |     |     |     |     |     |         |     | Ac  | Th | Pa | U   | Np  | Pu  | Am      | Cm  | Bk  | Cf | Es  | Fm  | Md  | No | Lr  | Rf | Db  | Sg  | Bh      | Hs  | Mt  | Ds  | Rg | Cn  | Nh  | Fl  | Mc | Lv  | Ts | Og |  |
| 119 | 120 | 125 | 126 | 127 | 128 | 129 | 130 | 131 | 132 | 133/134 | 135 | 136 | 137 | 138 | 139 | 140 | 141 | 142/143 | 144 | 145 |    |    | 145 | 146 | 147 | 148/149 | 150 | 151 |    | 152 | 153 | 154 |    | 155 |    | 156 | 157 | 158/159 | 160 | 161 | 162 |    | 163 | 164 |     |    | 167 |    |    |  |
| 165 | 166 |     |     |     |     |     |     |     |     |         |     |     |     |     |     |     |     |         |     |     |    |    |     |     |     |         |     |     |    |     |     |     |    |     |    |     |     |         |     |     |     |    |     | 169 | 170 |    |     |    |    |  |

## 미발견 원소 탐색

### 합성 시도
운비트륨을 제외하고 운비셉튬까지 8주기 원소를 합성하려는 시도가 있었다. 모든 시도는 성공하지 못했다. 8주기 첫 번째 원소인 우누넨늄을 합성하려는 시도는 2025년 기준으로 진행 중이다.

#### 우누넨늄 (E119)
원소 119(우누넨늄)의 합성은 1985년 캘리포니아 버클리의 슈퍼HILAC 가속기에서 아인슈타이늄-254 표적에 칼슘-48 이온을 충돌시켜 처음 시도되었다.
254
99Es
 + 48
20Ca
 → 302119* → 원자 없음
원자 식별에 실패하여 300 nb의 단면적 제한이 설정되었다. 이후 계산에 따르면 3n 반응(299119와 세 개의 중성자가 생성물로 나오는)의 단면적은 이 상한보다 60만 배 낮은 0.5 pb일 것으로 예상된다.
2012년 4월부터 9월까지 독일 다름슈타트의 GSI 헬름홀츠 중이온 연구소에서 버클륨-249 표적에 타이타늄-50을 충돌시켜 동위원소 295119와 296119를 합성하려는 시도가 있었다. 이론적으로 예측된 단면적을 바탕으로, 실험 시작 5개월 이내에 우누넨늄 원자가 합성될 것으로 예상되었다. 또한, 버클륨-249가 반감기 327 일로 캘리포늄-249(다음 원소)로 붕괴하기 때문에, 원소 119와 120을 동시에 탐색할 수 있었다.
249
97Bk
 + 50
22Ti
 → 299119* → 원자 없음
이 실험은 원래 2012년 11월까지 계속될 예정이었으나, 테네신 합성을 확인하기 위해 249Bk 표적을 사용하도록 일찍 중단되었다(따라서 발사체가 48Ca로 변경되었다). 이 249Bk + 50Ti 반응은 원소 119 형성에 가장 유리한 실용적인 반응으로 예측되었는데, 이는 상당히 비대칭적이지만, 또한 다소 냉온적이기 때문이다. (254Es + 48Ca가 더 우수하겠지만, 표적용으로 밀리그램 양의 254Es를 준비하는 것은 어렵다.) 그럼에도 불구하고, "은총알" 48Ca에서 50Ti로의 필요한 변경은 원소 119의 예상 수율을 약 20배 감소시키는데, 이는 수율이 핵융합 반응의 비대칭성에 강하게 의존하기 때문이다.
예측된 짧은 반감기 때문에 GSI 팀은 마이크로초 이내에 붕괴 사건을 관측할 수 있는 새로운 "고속" 전자 장치를 사용했다. 하지만 원소 119번 원자는 식별되지 않았으며, 이는 70 fb의 단면적 제한을 의미한다. 예측된 실제 단면적은 약 40 fb로, 현재 기술의 한계점에 있다.
일본 와코시의 리켄(RIKEN) 팀은 2018년 1월부터 퀴륨-248 표적에 바나듐-51 빔을 충돌시켜 원소 119번을 찾기 시작했다. 더 무거운 버클륨이나 캘리포늄보다 퀴륨이 표적으로 선택되었는데, 이 무거운 표적은 준비하기 어렵기 때문이다. 248Cm 표적은 오크리지 국립연구소에서 제공되었다. 리켄은 고강도 바나듐 빔을 개발했다. 리켄이 선형 가속기를 업그레이드하는 동안 실험은 사이클로트론에서 시작되었고, 업그레이드는 2020년에 완료되었다. 첫 번째 충돌이 관찰될 때까지 두 장치 모두에서 충돌을 계속할 수 있으며, 현재 실험은 매년 최소 100일 이상 간헐적으로 진행되고 있다. 리켄 팀의 노력은 일본 천황의 자금 지원을 받고 있다. 합동원자핵연구소의 JINR 팀은 앞으로 원소 119번 합성을 시도할 계획이며, 아마도 243Am + 54Cr 반응을 통해서일 것이지만, 정확한 시간표는 아직 공개되지 않았다.

#### 운비닐륨 (E120)
2006년 249Cf와 48Ca의 반응으로 오가네손을 얻는 데 성공한 후, 두브나의 합동원자핵연구소(JINR) 팀은 2007년 3월~4월에 58Fe과 244Pu 핵을 사용하여 원소 120번(운비닐륨)을 생성하기 위한 유사한 실험을 시작했다. 운비닐륨 동위원소는 마이크로초 단위의 알파 붕괴 반감기를 가질 것으로 예측된다. 초기 분석 결과, 원소 120번 원자는 생성되지 않았으며, 연구된 에너지에서 단면적은 400 fb으로 제한되었다.
244
94Pu
 + 58
26Fe
 → 302120* → 원자 없음
러시아 팀은 반응을 다시 시도하기 전에 시설을 업그레이드할 계획이었다.
2007년 4월, 독일 다름슈타트의 GSI 헬름홀츠 중이온 연구소 팀은 우라늄-238과 니켈-64를 사용하여 원소 120번을 생성하려 시도했다.
238
92U
 + 64
28Ni
 → 302120* → 원자 없음
원자는 감지되지 않았으며, 주어진 에너지에서 단면적은 1.6 pb으로 제한되었다. GSI는 2007년 4월-5월, 2008년 1월-3월, 2008년 9월-10월에 세 번에 걸쳐 더 높은 민감도로 실험을 반복했지만 모두 부정적인 결과였고, 단면적 한계는 90 fb에 도달했다.
2010년 6월~7월, 2011년에 장비를 업그레이드하여 더 방사성 물질이 많은 표적을 사용할 수 있게 된 후 GSI의 과학자는 더 비대칭적인 핵융합 반응을 시도했다.
248
96Cm
 + 54
24Cr
 → 302120 → 원자 없음
반응 변화가 원소 120번의 합성 확률을 5배 증가시킬 것으로 예상되었는데, 이는 그러한 반응의 수율이 비대칭성에 강하게 의존하기 때문이다. 299120와 그 딸 핵종 295Og의 예측된 붕괴 에너지와 일치하는 세 가지 상관 신호가 관찰되었으며, 또한 그 손녀 핵종 291Lv의 실험적으로 알려진 붕괴 에너지와도 일치했다. 그러나 이 가능한 붕괴의 수명은 예상보다 훨씬 길었으며, 결과는 확인할 수 없었다.
2011년 8월~10월, GSI의 TASCA 시설을 이용하는 다른 팀은 새로운, 훨씬 더 비대칭적인 반응을 시도했다.
249
98Cf
 + 50
22Ti
 → 299120* → 원자 없음
이것은 다음 해 249Bk+50Ti 반응에서 원소 119번을 만들려는 앞서 언급된 시도 중에 249Bk가 249Cf로 붕괴하기 때문에 성공하지 못했다. 비대칭성으로 인해, 249Cf와 50Ti의 반응은 운비닐륨 합성에 가장 유리한 실용적인 반응으로 예측되었지만, 다소 냉온적이기도 하다. 운비닐륨 원자는 식별되지 않았으며, 200 fb의 단면적 제한이 설정되었다. 옌스 볼커 크라츠는 이러한 반응들 중 어느 것으로든 원소 120번을 생산하기 위한 실제 최대 단면적이 약 0.1 fb일 것으로 예측했다. 비교하자면, 성공적인 반응의 가장 작은 단면적에 대한 세계 기록은 209Bi(70Zn,n)278Nh 반응에서 30 fb였다. 크라츠는 이웃 원소 119번을 생산하기 위한 최대 단면적이 20 fb일 것으로 예측했다. 만약 이러한 예측이 정확하다면, 원소 119번 합성은 현재 기술의 한계에 있을 것이고, 원소 120번 합성은 새로운 방법을 필요로 할 것이다.
2021년 5월, JINR은 새로운 시설에서 249Cf+50Ti 반응을 조사할 계획을 발표했다. 그러나 249Cf 표적은 미국 오크리지 국립연구소에서 만들어져야 했고, 2022년 2월 러시아의 우크라이나 침공이 시작된 후, 제재로 인해 JINR과 다른 기관 간의 협력은 완전히 중단되었다. 결과적으로, JINR은 대신 248Cm+54Cr 반응을 시도할 계획이다. 54Cr 발사체 사용을 위한 예비 실험은 2023년 말에 수행되었으며, 238U+54Cr 반응에서 성공적으로 288Lv를 합성했다. 원소 120번 합성을 위한 실험은 2025년까지 시작되기를 희망하고 있다.
2022년부터 캘리포니아 버클리의 로런스 버클리 국립연구소(LBNL)에 있는 88인치 사이클로트론을 사용하여 50Ti 발사체로 새로운 원소를 만들려는 계획도 세워졌다. 먼저 244Pu+50Ti 반응을 시험하여 2024년에 성공적으로 290Lv 원자 2개를 생성했다. 이것이 성공했으므로 2025년에 249Cf+50Ti 반응으로 원소 120번을 만들려는 시도가 시작될 예정이다. 이전에 JINR과 협력했던 로렌스 리버모어 국립연구소 (LLNL)는 이 프로젝트에서 LBNL과 협력할 것이다.

#### 운비우늄 (E121)
원소 121(운비우늄)의 합성은 1977년 독일 다름슈타트의 GSI 헬름홀츠 중이온 연구소에서 우라늄-238 표적에 구리-65 이온을 충돌시켜 처음 시도되었다.
238
92U
 + 65
29Cu
 → 303121* → 원자 없음
원자는 식별되지 않았다.

#### 운비븀 (E122)
원소 122(운비븀)를 합성하려는 첫 시도는 1972년 플료로프 등이 합동원자핵연구소(JINR)에서 중이온 유도 고온 핵융합 반응을 사용하여 수행되었다.
238
92U
 + 66,68
30Zn
 → 304, 306122* → 원자 없음
이러한 실험은 N = 184 및 Z > 120에 안정성의 섬이 존재한다는 초기 예측에 동기가 부여되었다. 하지만 원자는 검출되지 않았으며 5 nb (5,000 pb)의 수율 제한이 측정되었다. 현재 결과(플레로븀 참조)에 따르면 이 실험의 민감도는 최소 3자리수 이상 낮았다.
2000년, GSI 헬름홀츠 중이온 연구소는 훨씬 더 높은 민감도로 매우 유사한 실험을 수행했다.
238
92U
 + 70
30Zn
 → 308122* → 원자 없음
이러한 결과는 이처럼 무거운 원소의 합성이 여전히 상당한 도전이며 빔 강도 및 실험 효율의 추가 개선이 필요함을 나타낸다. 더 나은 결과를 위해 향후 민감도를 1 fb로 높여야 한다.
원소 122번을 합성하기 위한 또 다른 실패한 시도는 1978년 GSI 헬름홀츠 센터에서 수행되었는데, 여기서는 천연 어븀 표적에 제논-136 이온을 충돌시켰다.
nat
68Er
 + 136
54Xe
 → 298, 300, 302, 303, 304, 306122* → 원자 없음
특히 170Er과 136Xe의 반응은 마이크로초 단위의 반감기를 가진 알파 방출체를 생성하여, 플레로븀이 안정성의 섬의 중심 근처에 위치할 것으로 예측되므로, 플레로븀 동위원소로 붕괴하여 반감기가 수 시간까지 증가할 것으로 예상되었다. 12시간의 방사선 조사 후, 이 반응에서는 아무것도 발견되지 않았다. 238U와 65Cu로부터 원소 121을 합성하려는 유사한 실패한 시도에 이어, 초중핵의 반감기가 1 마이크로초 미만이거나 단면적이 매우 작아야 한다는 결론이 내려졌다. 초중원소 합성에 대한 최근 연구는 두 가지 결론 모두 사실임을 시사한다. 1970년대에 원소 122번을 합성하려던 두 번의 시도는 모두 초중원소가 자연적으로 발생할 수 있는지 여부를 조사하는 연구에 의해 추진되었다.
2000년에서 2004년 사이에 플료로프 핵반응 연구소에서 306122*와 같은 다양한 초중핵의 핵분열 특성을 연구하는 여러 실험이 수행되었다. 248Cm + 58Fe와 242Pu + 64Ni의 두 가지 핵반응이 사용되었다. 이 결과는 초중핵이 주로 132Sn (Z = 50, N = 82)과 같은 닫힌 껍질 핵을 방출하여 핵분열한다는 것을 보여준다. 또한 48Ca와 58Fe 발사체 사이에서 핵융합-핵분열 경로의 수율이 유사하다는 것이 발견되었으며, 이는 초중원소 형성에 58Fe 발사체를 미래에 사용할 가능성을 시사한다.

#### 운비쿼듐 (E124)
대형 중이온 가속기(GANIL)의 과학자는 이 영역에서 껍질 효과를 조사하고 다음 구형 양성자 껍질을 정확히 찾아내기 위해 Z = 114, 120, 124 원소의 화합물 핵의 직접 및 지연 핵분열을 측정하려 시도했다. 이는 완전한 핵 껍질을 갖는 것(또는 동등하게 마법수의 양성자 또는 중성자를 갖는 것)이 그러한 초중원소 핵에 더 큰 안정성을 부여하여 안정성의 섬에 더 가까이 다가가게 하기 때문이다. 2006년, 전체 결과가 2008년에 발표되었는데, 연구팀은 천연 저마늄 표적에 우라늄 이온을 충돌시키는 반응의 결과를 제공했다.
238
92U
 + nat
32Ge
 → 308, 310, 311, 312, 314124* → 핵분열
연구팀은 10−18 s 이상의 반감기로 핵분열하는 화합물 핵을 식별할 수 있었다고 보고했다. 이 결과는 Z = 124에서 강한 안정화 효과를 시사하며, 이전 생각과는 달리 Z = 114가 아닌 Z > 120에서 다음 양성자 껍질이 있음을 나타낸다. 화합물 핵은 핵자가 아직 핵 껍질로 배열되지 않은 느슨한 핵자들의 조합이다. 내부 구조가 없으며 표적 핵과 발사체 핵 사이의 충돌력에 의해서만 결합되어 있다. 핵자들이 핵 껍질로 배열되는 데 약 10−14 s가 걸리는 것으로 추정되며, 이 시점에서 화합물 핵은 핵종이 된다. 이 숫자는 IUPAC이 주장된 동위원소가 발견된 것으로 잠재적으로 인정받기 위해 가져야 하는 최소 반감기로 사용된다. 따라서 GANIL 실험은 원소 124번의 발견으로 간주되지 않는다.
312124 화합물 핵의 핵분열은 2006년 이탈리아 레그나로 국립 연구소(Legnaro National Laboratories)의 탠덤 ALPI 중이온 가속기에서도 연구되었다.
232
90Th
 + 80
34Se
 → 312124* → 핵분열
합동원자핵연구소에서 수행된 이전 실험과 유사하게, 핵분열 조각은 132Sn (Z = 50, N = 82)과 같은 이중 마법수 핵 주변에 집중되어 초중핵이 핵분열 시 이러한 이중 마법수 핵을 방출하는 경향이 있음을 보여주었다. 312124 화합물 핵에서 핵분열당 평균 중성자 수(더 가벼운 시스템에 비해)도 증가하는 것으로 나타났으며, 이는 핵분열 중 더 무거운 핵이 더 많은 중성자를 방출하는 경향이 초중량 질량 영역으로 계속 이어진다는 것을 확인시켜 주었다.

#### 운비펜튬 (E125)
원소 125(운비펜튬)를 합성하려는 최초이자 유일한 시도는 1970년~1971년에 두브나에서 아연 이온과 아메리슘-243 표적을 사용하여 수행되었다.
243
95Am
 + 66, 68
30Zn
 → 309, 311125* → 원자 없음
원자는 검출되지 않았고, 5 nb의 단면적 한계가 결정되었다. 이 실험은 Z ~ 126 및 N ~ 184 주변의 핵에 대한 더 큰 안정성 가능성을 보여 동기 부여되었지만, 최근 연구에 따르면 안정성의 섬은 대신 더 낮은 원자 번호(예: 코페르니슘, Z = 112)에 있을 수 있으며, 원소 125번과 같은 더 무거운 원소의 합성은 더 민감한 실험을 필요로 할 것이다.

#### 운비헥슘 (E126)
원소 126(운비헥슘)을 합성하려는 최초이자 유일한 시도는 1971년 유럽 입자 물리 연구소(CERN)에서 르네 빔보트와 존 M. 알렉산더가 고온 핵융합 반응을 사용하여 수행했지만 실패했다.
232
90Th
 + 84
36Kr
 → 316126* → 원자 없음
고에너지(13–15 MeV) 알파 입자가 관찰되었고 원소 126번 합성의 가능한 증거로 간주되었다. 이후 더 높은 민감도로 수행된 실패한 실험은 이 실험의 10 mb 민감도가 너무 낮았음을 시사하며, 따라서 이 반응에서 원소 126번 핵의 형성은 매우 희박하다.

#### 운비셉튬 (E127)
원소 127(운비셉튬)을 합성하려는 최초이자 유일한 시도는 1978년 GSI 헬름홀츠 센터의 유닐락 가속기에서 수행되었는데, 여기서는 천연 탄탈럼 표적에 제논-136 이온을 충돌시켰다.
nat
73Ta
 + 136
54Xe
 → 316, 317127* → 원자 없음

### 자연 탐색
1976년 여러 대학의 미국 연구자 그룹은 원시 초중원소, 주로 리버모륨, 원소 124번, 126번, 127번이 광물에서 설명할 수 없는 방사선 손상(특히 방사성 할로)의 원인일 수 있다고 제안했다. 이는 1976년부터 1983년까지 많은 연구자가 자연에서 이 원소를 탐색하도록 촉발했다. 1976년 캘리포니아 대학교 데이비스 교수 톰 케이힐이 이끄는 그룹은 관찰된 손상을 유발하기에 적절한 에너지를 가진 알파 입자와 엑스선을 감지했다고 주장하여 이들 원소의 존재를 뒷받침했다. 특히, 원소 124번과 126번의 장수명(109년 정도) 핵과 그 붕괴 생성물이 그들의 가능한 동족체인 우라늄과 플루토늄에 비해 10−11의 존재량으로 존재한다고 추측되었다. 다른 이들은 아무것도 감지되지 않았으며, 원시 초중핵의 제안된 특성에 의문을 제기했다. 특히, 그들은 그러한 초중핵은 N = 184 또는 N = 228에서 닫힌 중성자 껍질을 가져야 하며, 안정성 강화를 위한 이 필수 조건은 베타-안정이 아닌 중성자 결핍 리버모륨 동위원소 또는 중성자 풍부 다른 원소 동위원소에서만 존재한다고 주장했다. 이는 대부분의 자연 발생 동위원소와는 다르다. 이 활동은 또한 천연 세륨의 핵 변환에서 발생했을 가능성도 제기되어, 이 초중원소의 주장된 관찰에 대한 추가적인 모호성을 높였다.
2008년 4월 24일, 예루살렘 히브리 대학교의 암논 마리노프가 이끄는 연구진은 천연 토륨 퇴적물에서 292122의 단일 원자를 토륨에 비해 10−11에서 10−12의 존재량으로 발견했다고 주장했다. 마리노프 외 연구진의 주장은 과학계 일부에서 비판을 받았다. 마리노프는 네이처와 네이처 피직스에 논문을 제출했지만 둘 다 동료 검토 없이 거절했다고 주장했다. 292122 원자는 최소 1억 년의 반감기를 가진 초변형 또는 초과변형 이성질핵이라고 주장되었다.
이전에 질량 분석법으로 더 가벼운 토륨 동위원소를 식별했다고 주장하는 데 사용된 기술에 대한 비판이 2008년 피지컬 리뷰 C에 발표되었다. 마리노프 그룹의 반박은 출판된 논평 이후 피지컬 리뷰 C에 발표되었다.
향상된 가속기 질량 분석법(AMS)을 사용한 토륨 실험의 반복은 100배 더 나은 민감도에도 불구하고 결과를 확인하지 못했다. 이 결과는 마리노프 협력단의 장수명 토륨 동위원소, 뢴트게늄 및 원소 122번에 대한 주장에 상당한 의문을 제기한다. 그럼에도 불구하고, 운비븀의 흔적이 일부 토륨 샘플에만 존재할 가능성은 여전히 있지만 이는 희박하다.
오늘날 지구상에 원시 초중원소가 얼마나 존재할 수 있는지는 불확실하다. 비록 이들이 오래전에 방사선 손상을 일으켰다고 확인되더라도, 현재는 미량만 남아 있거나 완전히 사라졌을 수도 있다. 또한 그러한 초중핵이 자연적으로 생성될 수 있는지 여부도 불확실한데, 자발 핵분열은 질량수 270에서 290 사이에서 무거운 원소 형성의 원인이 되는 R-과정을 종료시킬 것으로 예상되며, 이는 원소 120번을 넘어서는 원소가 형성되기 훨씬 전이기 때문이다.
최근 한 가설은 프시빌스키의 별의 스펙트럼을 자연적으로 발생하는 플레로븀과 원소 120번으로 설명하려고 한다.

## 8주기 원소의 예측된 특성
원소 118번, 오가네손은 합성된 가장 무거운 원소이다. 다음 두 원소인 원소 119번과 120번은 8s 계열을 형성하며 각각 알칼리 금속과 알칼리 토금속이 될 것이다. 원소 120번을 넘어서면 초악티늄족 계열이 시작될 것으로 예상되며, 이때 8s 전자와 8p1/2, 7d3/2, 6f, 5g 부껍질이 채워지는 일이 이들 원소의 화학을 결정한다. 완전하고 정확한 CCSD 계산은 상황의 극심한 복잡성으로 인해 원소 122번을 넘어서는 원소에 대해서는 불가능하다. 5g, 6f, 7d 궤도는 거의 동일한 에너지 준위를 가져야 하며, 원소 160번 영역에서는 9s, 8p3/2, 9p1/2 궤도도 에너지적으로 거의 동일해야 한다. 이로 인해 전자 껍질 영역이 서로 섞여 구역 개념이 잘 적용되지 않게 되며, 또한 이들 원소 중 일부를 주기율표에 배치하기 매우 어렵게 만드는 새로운 화학적 특성이 나타날 것이다.

Z = 100부터 172까지의 원소의 최외각 전자에 대한 에너지 고유값(eV 단위)을 디랙-폭 계산으로 예측한 것이다. – 및 + 부호는 스핀-궤도 분리로 인해 방위 양자수가 감소하거나 증가한 궤도를 나타낸다. 즉, p-는 p_{1/2}, p+는 p_{3/2}, d-는 d_{3/2}, d+는 d_{5/2}, f-는 f_{5/2}, f+는 f_{7/2}, g-는 g_{7/2}, g+는 g_{9/2}이다.

### 화학적 및 물리적 특성

#### 원소 119번 및 120번
| 특성                  | 119                | 120                 |
| --------------------- | ------------------ | ------------------- |
| 표준 원자량           | [322]              | [325]               |
| 족                    | 1                  | 2                   |
| 원자가 전자 배열      | 8s1                | 8s2                 |
| 안정 산화수           | 1, 3               | 2, 4                |
| 첫 번째 이온화 에너지 | 463.1 kJ/mol       | 563.3 kJ/mol        |
| 금속 반지름           | 260 pm             | 200 pm              |
| 밀도                  | 3 g/cm3            | 7 g/cm3             |
| 녹는점                | 0–30 °C (32–86 °F) | 680 °C (1,300 °F)   |
| 끓는점                | 630 °C (1,200 °F)  | 1,700 °C (3,100 °F) |
8주기의 첫 두 원소는 원소 119번과 120번인 우누넨늄과 운비닐륨이 될 것이다. 그들의 전자 배열은 8s 궤도가 채워지는 형태를 띠게 될 것이다. 이 궤도는 상대론적으로 안정화되고 수축되므로, 원소 119번과 120번은 프랑슘과 라듐과 같은 직계 이웃보다는 루비듐과 스트론튬과 더 유사할 것이다. 8s 궤도의 상대론적 수축의 또 다른 효과는 이 두 원소의 원자 반지름이 프랑슘과 라듐의 원자 반지름과 거의 같을 것이라는 점이다. 이들은 (직계 수직 이웃보다 덜 반응성이더라도) 정상적인 알칼리 금속과 알칼리 토금속처럼 행동하며, 각각 일반적으로 +1과 +2의 산화수를 형성할 것이지만, 7p3/2 하부껍질의 상대론적 불안정화와 7p3/2 전자의 상대적으로 낮은 이온화 에너지는 각각 +3과 +4와 같은 더 높은 산화 상태도 가능하게 만들 것이다.

#### 초악티늄족
초악티늄족은 원소 121번부터 157번까지의 범위에 있으며, 이는 8주기의 5g 및 6f 원소와 첫 번째 7d 원소로 분류될 수 있다. 초악티늄족 계열에서는 7d3/2, 8p1/2, 6f5/2 및 5g7/2 껍질이 모두 동시에 채워질 것이다. 이는 매우 복잡한 상황을 초래하며, 원소 121번 및 122번에 대해서만 완전하고 정확한 CCSD 계산이 수행되었다. 첫 번째 초악티늄족인 운비우늄 또는 에카-악티늄(원소 121번)은 란타넘과 악티늄과 유사할 것이다. 주요 산화 상태는 +3일 것이지만, 원자가 부껍질의 에너지 준위가 가까워 원소 119번 및 120번과 마찬가지로 더 높은 산화 상태도 가능하게 할 수 있다. 8p 부껍질의 상대론적 안정화는 원소 121에 대해 [Og]8s28p1의 바닥 상태 원자가 전자 배열을 초래할 것이며, 이는 란타넘 및 악티늄의 ds2 배열과는 대조적이다. 그럼에도 불구하고 이 비정상적인 배열은 계산된 화학에 영향을 미치지 않는 것으로 보이며 이는 악티늄과 유사하게 유지된다. 첫 번째 이온화 에너지는 429.4 kJ/mol로 예측되며 이는 칼륨, 루비듐, 세슘, 프랑슘의 알칼리 금속을 제외한 모든 알려진 원소보다 낮을 것이다. 이 값은 8주기 알칼리 금속인 우누넨늄(463.1 kJ/mol)보다도 낮다. 마찬가지로, 다음 초악티늄족인 운비븀 또는 에카-토륨(원소 122번)은 세륨과 토륨과 유사할 수 있으며 주된 산화 상태는 +4일 것이지만 [Og]7d18s28p1 또는 [Og]8s28p2의 바닥 상태 원자가 전자 배열을 가질 것이다. 토륨의 6d27s2 배열과는 다르다. 따라서 첫 번째 이온화 에너지는 토륨의 6d 전자보다 운비븀의 8p1/2 전자를 이온화하기가 더 쉽기 때문에 토륨보다 작을 것이다(Th: 6.3 eV; 원소 122: 5.6 eV). 5g 궤도 자체의 붕괴는 원소 125(운비펜튬 또는 에카-넵투늄)까지 지연된다. 119번의 전자 등전자열의 전자 배열은 원소 119번부터 122번까지는 [Og]8s1, 원소 123번과 124번은 [Og]6f1, 원소 125부터는 [Og]5g1가 될 것으로 예상된다.
초기 초악티늄족에서는 추가된 전자의 결합 에너지가 너무 작아 모든 원자가 전자를 잃을 수 있을 것으로 예측된다. 예를 들어, 운비헥슘(원소 126번)은 쉽게 +8 산화 상태를 형성할 수 있으며, 다음 몇몇 원소에서는 이보다 더 높은 산화 상태도 가능할 수 있다. 또한 원소 126번은 다양한 다른 산화수를 보일 것으로 예측된다. 최근 계산에 따르면 안정적인 단플루오린화물 126F가 가능할 수 있는데, 이는 원소 126번의 5g 궤도와 플루오린의 2p 궤도 사이의 결합 상호작용으로 인해 발생한다. 다른 예측된 산화 상태로는 +2, +4, +6이 있으며, +4가 운비헥슘의 가장 일반적인 산화 상태가 될 것으로 예상된다. 운비펜튬(원소 125번)부터 운비엔늄(원소 129번)까지의 초악티늄족은 +6 산화 상태를 나타내고 육플루오린화물을 형성할 것으로 예측되지만, 125F6 및 126F6는 상대적으로 약하게 결합될 것으로 예상된다. 결합 해리 에너지는 원소 127번에서 크게 증가하고 원소 129번에서는 훨씬 더 증가할 것으로 예상된다. 이는 원소 125번의 플루오린화물에서 강한 이온성 특성에서 원소 129번의 플루오린화물에서 8p 궤도를 포함하는 더 공유 결합성 특성으로의 전환을 시사한다. 이 초악티늄족 육플루오린화물의 결합은 육불화 우라늄에서 우라늄이 5f 및 6d 궤도를 결합에 사용하는 방식과는 달리, 초악티늄족의 가장 높은 8p 부껍질과 플루오린의 2p 부껍질 사이에서 주로 이루어진다.
초기 초악티늄족이 높은 산화 상태에 도달할 수 있음에도 불구하고, 5g 전자는 이온화하기 가장 어려울 것으로 계산되었다. 1256+ 및 1267+ 이온은 Np6+ 이온의 5f1 배열과 유사하게 5g1 배열을 가질 것으로 예상된다. 란타넘족에서 4f 전자의 낮은 화학적 활동성에서도 유사한 행동이 관찰된다. 이는 5g 궤도가 작고 전자 구름 깊숙이 묻혀 있기 때문이다. 현재 알려진 어떤 원소의 바닥 상태 전자 배열에도 존재하지 않는 g-궤도의 전자는 현재 알려지지 않은 혼성 궤도가 형성되어 새로운 방식으로 초악티늄족의 화학에 영향을 미칠 수 있게 할 것이다. 그러나 알려진 원소에 g 전자가 없기 때문에 초악티늄족 화학을 예측하는 것이 더 어렵다.
|        | 121       | 122       | 123   | 124   | 125             | 126           | 127   | 128   | 129    | 132 | 142         | 143   | 144                        | 145   | 146 | 148   | 153 | 154  | 155  | 156 | 157 |
| ------ | --------- | --------- | ----- | ----- | --------------- | ------------- | ----- | ----- | ------ | --- | ----------- | ----- | -------------------------- | ----- | --- | ----- | --- | ---- | ---- | --- | --- |
| 화합물 | 121X3     | 122X4     | 123X5 | 124X6 | 125F 6 125O2+ 2 | 126F 6 126O4  | 127F6 | 128F6 | 129F 6 |     | 142X4 142X6 | 143F6 | 144X6 144O2+ 2 144F8 144O4 | 145F6 |     | 148O6 |     |      |      |     |     |
| 유사체 | LaX3 AcX3 | CeX4 ThX4 |       |       | NpO2+ 2         |               |       |       |        |     | ThF4        |       | UF6 UO2+ 2 PuF8 PuO4       |       |     | UO6   |     |      |      |     |     |
| 산화수 | 3         | 4         | 5     | 6     | 1, 6, 7         | 1, 2, 4, 6, 8 | 6     | 6     | 1, 6   | 6   | 4, 6        | 6, 8  | 3, 4, 5, 6, 8              | 6     | 8   | 12    | 3   | 0, 2 | 3, 5 | 2   | 3   |
후기 초악티늄족에서는 산화 상태가 낮아질 것으로 예상된다. 원소 132번에서는 지배적인 가장 안정한 산화 상태가 +6에 불과하며, 원소 144번에서는 +3과 +4로 더욱 감소하고, 초악티늄족 계열의 끝에서는 +2(어쩌면 0도 가능)에 불과할 것이다. 이는 이때 채워지는 6f 껍질이 전자 구름 깊숙이 위치하고 8s 및 8p1/2 전자가 화학적으로 너무 강하게 결합되어 있기 때문이다. 5g 껍질은 원소 144에서, 6f 껍질은 원소 154 경에 채워질 것으로 예상되며, 슈퍼악티늄족의 이 영역에서는 8p1/2 전자가 너무 강하게 결합되어 화학적으로 더 이상 활성적이지 않아 소수의 전자만이 화학 반응에 참여할 수 있다. 프리케 외 연구진의 계산에 따르면 원소 154번에서는 6f 껍질이 가득 차고 화학적으로 비활성인 8s 및 8p1/2 껍질 외부에 d- 또는 다른 전자 파동 함수가 없을 것이다. 이로 인해 원소 154번은 비활성 기체와 유사한 특성을 가지며 다소 비반응적일 수 있다. 그러나 퓌쾨의 계산에 따르면 원소 155번에서는 6f 껍질이 여전히 화학적으로 이온화될 수 있다고 예상된다. 1553+는 완전한 6f 껍질을 가져야 하며, 네 번째 이온화 전위는 터븀과 디스프로슘의 중간에 있을 것으로 예상되는데, 이들 모두는 +4 상태로 알려져 있다.
란타넘족 수축과 유사하게 초악티늄족에서도 초악티늄족 수축이 있을 것으로 예상되며, 이때 초악티늄족의 이온 반지름은 예상보다 작아진다. 란타넘족에서는 수축이 원소당 약 4.4 pm이고, 악티늄족에서는 원소당 약 3 pm이다. 4f 파동 함수가 5f 파동 함수보다 더 국소화되어 있기 때문에 란타넘족에서의 수축이 악티늄족보다 크다. 란타넘족, 악티늄족, 초악티늄족의 외부 전자의 파동 함수와 비교하면 초악티늄족에서 원소당 약 2 pm의 수축이 예측된다. 이는 란타넘족과 악티늄족의 수축보다 작지만, 32개의 전자가 4f 및 5f 껍질에 14개의 전자가 채워지는 대신 깊숙이 묻힌 5g 및 6f 껍질에 채워지기 때문에 전체 효과는 더 크다.
페카 퓌쾨는 초악티늄족을 세 가지 계열로 나눈다. 5g 계열 (원소 121~138번), 8p1/2 계열 (원소 139~140번), 6f 계열 (원소 141~155번)이다. 그는 또한 에너지 준위 간에 많은 중첩이 있을 것이며, 초기 초악티늄족 원자나 이온에서도 6f, 7d, 또는 8p1/2 궤도가 점유될 수 있음을 언급했다. 또한 초악티늄족의 가능한 산화 상태가 6f 계열에서 매우 높아져 원소 148번에서는 +12와 같은 값에 도달할 수 있을 것으로 예상했다.
안드레이 쿨샤는 원소 121번부터 156번까지를 "초전이" 원소라고 부르며, 이들을 각각 18개씩 두 계열로 나눌 것을 제안했다. 하나는 원소 121번부터 138번까지이고 다른 하나는 원소 139번부터 156번까지이다. 첫 번째 계열은 란타넘족과 유사하며, 5g 껍질이 주로 채워지고 인접 원소들이 서로 매우 유사하여 우라늄, 넵투늄, 플루토늄과 유사성을 형성하므로 산화 상태는 주로 +4에서 +6까지 다양하게 나타날 것이다. 두 번째 계열은 악티늄족과 유사하다. 초기(140번대 원소 주변)에는 6f 껍질이 7d 껍질 위로 올라오면서 매우 높은 산화 상태가 예상되지만, 그 이후에는 일반적인 산화 상태가 낮아지고 150번대 원소부터는 8p1/2 전자가 화학적으로 비활성 상태가 될 것이다. 두 행은 완전한 5g18 부껍질의 추가로 분리되므로, 서로의 유사체로 간주될 수도 있다.
후기 초악티늄족의 한 예로, 원소 156번은 안정적인 [Og]5g186f148s28p2
1/2 코어 위에 쉽게 빠질 수 있는 7d2 전자를 가지고 있으므로 주로 +2 산화 상태를 나타낼 것으로 예상된다. 따라서 이는 안정적인 [Rn]5f14 코어 위에 쉽게 제거될 수 있는 7s2 전자를 가지고 있으며, 일반적으로 +2 상태인 노벨륨의 더 무거운 동족체로 간주될 수 있다(노벨륨을 +3 상태로 얻기 위해서는 강한 산화제가 필요하다). 제1차 이온화 에너지는 약 400 kJ/mol이고 금속 반지름은 약 170 피코미터일 것이다. 상대 원자 질량은 약 445 Da로, 밀도가 약 26 g/cm3인 매우 무거운 금속일 것이다.

#### 원소 157번부터 166번까지
8주기의 7d 전이 금속은 원소 157번부터 166번까지로 예상된다. 이 원소들에서 8s 및 8p1/2 전자는 너무 강하게 결합되어 화학 반응에 참여할 수 없을 것으로 예상되지만, 9s 및 9p1/2 준위는 혼성화에 쉽게 사용될 수 있을 것으로 예상된다. 이 7d 원소는 4d 원소인 이트륨부터 카드뮴까지와 유사할 것이다. 특히 7d109s0 전자 배열을 가진 원소 164번은 4d105s0 전자 배열을 가진 팔라듐과 명확한 유사성을 보인다.
이 전이 금속 계열의 귀금속은 더 가벼운 동족체들만큼 귀금속성을 가질 것은 아니라고 예상되는데, 이는 차폐를 위한 외부 s 껍질의 부재와 또한 7d 껍질이 상대론적 효과로 인해 두 개의 부껍질로 강하게 분리되기 때문이다. 이로 인해 7d 전이 금속의 1차 이온화 에너지가 그들의 더 가벼운 동족체보다 작아진다.
운헥스쿼듐의 화학에 대한 이론적 관심은 주로 이론적 예측에 따라 이루어지는데 특히 164개 양성자와 308개 또는 318개 중성자를 가진 동위원소 472164 및 482164가 가설적인 두 번째 안정성의 섬의 중심이 될 것이라는 예측 때문이다(첫 번째 섬은 코페르니슘, 특히 수 세기 또는 수천 년의 반감기를 가질 것으로 예상되는 동위원소 291Cn, 293Cn, 296Cn을 중심으로 한다).
계산에 따르면 원소 164번(운헥스쿼듐)의 7d 전자는 화학 반응에 매우 쉽게 참여하여, 강한 리간드를 가진 수용액에서 정상적인 +2 상태 외에 안정적인 +6 및 +4 산화 상태를 보일 수 있을 것으로 예측된다. 따라서 원소 164번은 164(CO)4, 164(PF3)4(둘 다 해당 팔라듐 화합물처럼 사면체형) 및 164(CN)2−
2(직선형)와 같은 화합물을 형성할 수 있을 것이며, 이는 상대론적 효과가 없다면 원소 164번의 더 무거운 동족체가 될 납과는 매우 다른 행동이다. 그럼에도 불구하고, 수용액에서는 2가 상태가 주된 상태일 것이며(더 강한 리간드에서는 +4 및 +6 상태가 가능하지만), 운헥스쿼듐(II)은 운헥스쿼듐(IV) 및 운헥스쿼듐(VI)보다 납과 더 유사하게 행동할 것이다.
원소 164번은 약한 루이스 산으로 예상되며, 아르란트의 연성 매개변수는 4 eV에 가깝다. 1차 이온화 에너지가 몰리브데넘과 비슷한 약 685 kJ/mol이므로, 반응성은 보통 수준일 것으로 예상된다. 란타넘족, 악티늄족, 초악티늄족 수축으로 인해 원소 164번은 pm로 훨씬 더 가벼운 마그네슘의 금속 반지름과 매우 비슷할 것으로 예상되며, 예상 원자량은 약 474 Da로 마그네슘 원자량의 약 19.5배이다. 이러한 작은 반지름과 높은 질량 때문에 약 46 g·cm−3이라는 극도로 높은 밀도를 가질 것으로 예상되는데, 이는 현재 알려진 가장 밀도가 높은 원소인 오스뮴의 22.61 g·cm−3의 두 배 이상이다. 원소 164번은 주기율표의 첫 172개 원소 중 두 번째로 밀도가 높은 원소가 될 것이며, 이웃한 운헥스트륨(원소 163번)만이 더 밀도가 높다(47 g·cm−3). 금속 상태의 원소 164번은 공유 결합으로 인해 매우 큰 결합 에너지(결정화 엔탈피)를 가지므로 매우 높은 녹는점을 가질 가능성이 높다. 금속 상태에서 원소 164번은 매우 귀금속성이며 팔라듐과 백금과 유사할 것이다. 프리케 외 연구진은 오가네손과 일부 형식적인 유사성을 제안했는데, 두 원소 모두 닫힌 껍질 배열과 유사한 이온화 에너지를 가지고 있지만, 오가네손은 매우 나쁜 비활성 기체일 것이고 원소 164번은 좋은 귀금속일 것이라고 언급했다.
원소 165번(운헥스펜튬)과 166번(운헥스헥슘)은 마지막 두 7d 금속으로, 각각 +1 및 +2 산화 상태에서 알칼리 금속 및 알칼리 토금속과 유사하게 행동할 것이다. 상대론적 효과로 인해 9s 전자가 비상대론적 계산이 예측하는 것보다 훨씬 더 강하게 결합되므로, 9s 전자의 이온화 에너지는 나트륨과 마그네슘의 3s 전자의 이온화 에너지와 비슷할 것이다. 원소 165와 166은 각각 일반적으로 +1 및 +2 산화 상태를 나타내지만, 7d 전자의 이온화 에너지가 낮아 원소 165의 경우 +3과 같은 더 높은 산화 상태도 가능하다. 원소 166의 +4 산화 상태는 가능성이 적으며, 이는 11족 및 12족의 더 가벼운 원소들(특히 금 및 수은)과 유사한 상황을 만든다. 수은과는 달리 코페르니슘과는 다르게, 원소 166이 1662+로 이온화되면 d 전자는 잃지 않고 s 전자만 잃어 7d10 배열을 형성할 것으로 예상되어, 더 가벼운 "덜 상대론적인" 12족 원소인 아연, 카드뮴, 수은과 더 유사하게 된다.
| 특성                  | 156        | 157        | 158        | 159        | 160        | 161        | 162        | 163        | 164        | 165        | 166        |
| --------------------- | ---------- | ---------- | ---------- | ---------- | ---------- | ---------- | ---------- | ---------- | ---------- | ---------- | ---------- |
| 표준 원자량           | [445]      | [448]      | [452]      | [456]      | [459]      | [463]      | [466]      | [470]      | [474]      | [477]      | [481]      |
| 족                    | Yb group   | 3          | 4          | 5          | 6          | 7          | 8          | 9          | 10         | 11 (1)     | 12 (2)     |
| 원자가 전자 배열      | 7d2        | 7d3        | 7d4        | 7d5        | 7d6        | 7d7        | 7d8        | 7d9        | 7d10       | 7d10 9s1   | 7d10 9s2   |
| 안정 산화수           | 2          | 3          | 4          | 1, 5       | 2, 6       | 3, 7       | 4, 8       | 5          | 0, 2, 4, 6 | 1, 3       | 2          |
| 첫 번째 이온화 에너지 | 400 kJ/mol | 450 kJ/mol | 520 kJ/mol | 340 kJ/mol | 420 kJ/mol | 470 kJ/mol | 560 kJ/mol | 620 kJ/mol | 690 kJ/mol | 520 kJ/mol | 630 kJ/mol |
| 금속 반지름           | 170 pm     | 163 pm     | 157 pm     | 152 pm     | 148 pm     | 148 pm     | 149 pm     | 152 pm     | 158 pm     | 250 pm     | 200 pm     |
| 밀도                  | 26 g/cm3   | 28 g/cm3   | 30 g/cm3   | 33 g/cm3   | 36 g/cm3   | 40 g/cm3   | 45 g/cm3   | 47 g/cm3   | 46 g/cm3   | 7 g/cm3    | 11 g/cm3   |

#### 원소 167번부터 172번까지
주기율표의 다음 여섯 원소는 해당 주기의 마지막 전형 원소가 될 것으로 예상되며, 5p 원소인 인듐부터 제논까지와 유사할 가능성이 높다. 원소 167번부터 172번까지는 9p1/2 및 8p3/2 껍질이 채워진다. 이들의 에너지 고유값은 매우 가까워 비상대론적 2p 및 3p 부껍질과 유사하게 하나의 결합된 p-부껍질처럼 행동한다. 따라서 비활성 전자쌍 효과는 발생하지 않으며, 원소 167번부터 170번까지의 가장 일반적인 산화 상태는 각각 +3, +4, +5, +6으로 예상된다. 원소 171(운셉트우늄)은 할로젠과 일부 유사성을 보이며, -1부터 +7까지 다양한 산화 상태를 나타낼 것으로 예상되지만, 물리적 특성은 금속에 더 가까울 것이다. 전자 친화도는 3.0 eV로 예상되어 할로젠화 수소와 유사한 H171을 형성할 수 있다. 171− 이온은 약한 염기이며, 아이오딘화물(I−)과 비교할 수 있을 것으로 예상된다. 원소 172번(운셉트븀)은 비활성 기체이며 제논과 유사한 화학적 행동을 보일 것으로 예상되는데, 이들의 이온화 에너지가 매우 비슷하기 때문이다(Xe, 1170.4 kJ/mol; 원소 172번, 1090 kJ/mol). 이들 사이의 유일한 주요 차이점은 원소 172번이 제논과는 달리 훨씬 높은 원자량 때문에 표준 온도 압력에서 액체 또는 고체일 것으로 예상된다는 점이다. 운셉트븀은 강한 루이스 산으로, 더 가벼운 동족체인 제논과 유사하게 플루오린화물과 산화물을 형성할 것으로 예상된다.
원소 165~172번이 2주기 및 3주기와 유사하다는 점에서 프리케 외 연구진은 이들을 주기율표의 9주기를 형성하는 것으로 보았으며, 8주기는 귀금속 원소 164번에서 끝나는 것으로 간주했다. 이 9주기는 전이 금속이 없다는 점에서 2주기 및 3주기와 유사할 것이다. 그렇다 하더라도, 원소 165번과 166번에 대한 유사성은 불완전하다. 비록 새로운 s-껍질(9s)을 시작하지만, 이는 d-껍질 위에 있어 화학적으로 11족 및 12족과 더 유사하게 만든다.
| 특성                  | 167        | 168        | 169         | 170         | 171         | 172         |
| --------------------- | ---------- | ---------- | ----------- | ----------- | ----------- | ----------- |
| 표준 원자량           | [485]      | [489]      | [493]       | [496]       | [500]       | [504]       |
| 족                    | 13         | 14         | 15          | 16          | 17          | 18          |
| 원자가 전자 배열      | 9s2 9p1    | 9s2 9p2    | 9s2 9p2 8p1 | 9s2 9p2 8p2 | 9s2 9p2 8p3 | 9s2 9p2 8p4 |
| 안정 산화수           | 3          | 4          | 5           | 6           | −1, 3, 7    | 0, 4, 6, 8  |
| 첫 번째 이온화 에너지 | 620 kJ/mol | 720 kJ/mol | 800 kJ/mol  | 890 kJ/mol  | 984 kJ/mol  | 1090 kJ/mol |
| 금속 또는 공유 반지름 | 190 pm     | 180 pm     | 175 pm      | 170 pm      | 165 pm      | 220 pm      |
| 밀도                  | 17 g/cm3   | 19 g/cm3   | 18 g/cm3    | 17 g/cm3    | 16 g/cm3    | 9 g/cm3     |

#### 원소 172번 이상
원소 172번을 넘어서는 영역에서는 6g, 7f, 8d, 10s, 10p1/2, 그리고 아마도 6h11/2 껍질이 채워질 가능성이 있다. 이 전자는 매우 느슨하게 결합되어 있어 극도로 높은 산화 상태에 도달할 수 있을 가능성이 있지만, 이온 전하가 증가함에 따라 전자들은 더욱 단단히 결합될 것이다. 따라서 초악티늄족과 유사한 또 다른 매우 긴 전이 계열이 있을 것으로 보인다.
원소 173번(운셉트트륨)에서는 가장 바깥쪽 전자가 6g7/2, 9p3/2 또는 10s 부껍질로 들어갈 수 있다. 스핀-궤도 상호작용이 이들 부껍질과 8p3/2 부껍질 사이에 매우 큰 에너지 간격을 생성하기 때문에 이 가장 바깥쪽 전자는 매우 느슨하게 결합되어 매우 쉽게 손실되어 173+ 양이온을 형성할 것으로 예상된다. 결과적으로 원소 173번은 화학적으로 알칼리 금속처럼 행동할 것으로 예상되며, 심지어 세슘보다 훨씬 더 반응성이 높을 수 있다(프랑슘과 원소 119번은 상대론적 효과로 인해 세슘보다 덜 반응성이다). 원소 173번의 계산된 이온화 에너지는 3.070 eV이고, 세슘의 실험적으로 알려진 값은 3.894 eV이다. 원소 174번(운셉트쿼듐)은 8d 전자를 추가하고 닫힌 껍질 1742+ 양이온을 형성할 수 있다. 계산된 이온화 에너지는 3.614 eV이다.
원소 184번(운옥트쿼듐)은 초기 예측에서 양성자 마법수가 될 것이라고 추측되어 중요하게 다뤄졌다. 이 원소는 [172] 6g5 7f4 8d3의 전자 배열을 가질 것으로 예측되며, 최소한 7f와 8d 전자가 화학적으로 활성적일 것이다. 화학적 행동은 우라늄과 넵투늄과 유사할 것으로 예상되는데 +6 상태(6g 전자의 제거에 해당)를 넘어서는 추가 이온화는 이득이 없을 가능성이 높기 때문이다. 수용액에서는 +4 상태가 가장 일반적일 것이며, 고체 화합물에서는 +5와 +6 상태에 도달할 수 있을 것이다.

### 주기율표의 끝
물리적으로 가능한 원소의 수는 알려져 있지 않다. 낮은 추정치에 따르면, 주기율표는 안정성의 섬 직후에 끝날 수 있다. 이는 Z = 126을 중심으로 할 것으로 예상되며, 주기율표와 핵종표의 확장은 양성자 및 중성자 붕괴선과 알파 붕괴 및 자발 핵분열에 대한 안정성으로 제한되기 때문이다. Y. 감비르 외 연구진의 한 계산은 다양한 붕괴 채널에서 핵 결합 에너지와 안정성을 분석하여 Z = 146에서 결합된 핵의 존재 한계를 제시한다. 주기율표의 끝에 대한 다른 예측으로는 Z = 128(존 엠슬리)과 Z = 155(알베르트 카잔)가 있다.

#### 원자 번호 137번 이상 원소
리처드 파인만은 상대론적 디랙 방정식이 그러한 원자의 가장 안쪽 전자의 바닥 상태 에너지가 허수가 될 것이라고 예측한다는 이유로 중성 원자가 원자 번호 137번보다 큰 경우에는 존재할 수 없다고 제안했다는 것이 물리학자들 사이의 "민간 전설"이다. 여기서 숫자 137은 미세 구조 상수의 역수로 나타난다. 이 주장에 따르면, 중성 원자는 원자 번호 137을 넘어 존재할 수 없으며 따라서 전자 궤도에 기반한 원소 주기율표는 이 지점에서 깨진다. 그러나 이 주장은 원자핵이 점과 같다고 가정한다. 더 정확한 계산은 핵의 작지만 0이 아닌 크기를 고려해야 하며, 이는 한계를 Z ≈ 173까지 더 밀어낼 것으로 예측된다.

##### 보어 모형
보어 모형은 원자 번호가 137번보다 큰 원자에서 어려움을 겪는데, 이는 1s 전자 궤도의 전자의 속도 v가 다음과 같이 주어지기 때문이다.
{\displaystyle v=Z\alpha c\approx {\frac {Zc}{137.04}}}
여기서 Z는 원자 번호이고, α는 미세 구조 상수로, 전자기 상호작용의 강도를 나타낸다. 이 근사에 따르면, 원자 번호가 137번보다 큰 모든 원소는 1s 전자가 c보다 빠르게 이동해야 한다. 따라서 비상대론적 보어 모형은 그러한 원소에 적용될 때 부정확하다.

##### 상대론적 디랙 방정식

상대론적 디랙 방정식은 바닥 상태 에너지를 다음과 같이 나타낸다.
{\displaystyle E={\frac {mc^{2}}{\sqrt {1+{\dfrac {Z^{2}\alpha ^{2}}{{\bigg (}{n-\left(j+{\frac {1}{2}}\right)+{\sqrt {\left(j+{\frac {1}{2}}\right)^{2}-Z^{2}\alpha ^{2}}}{\bigg )}}^{2}}}}}},}
여기서 m은 전자의 정지 질량이다. Z > 137의 경우, 디랙 바닥 상태의 파동 함수는 경계 상태가 아니라 진동하며, 클레인 역설과 같이 양의 에너지 스펙트럼과 음의 에너지 스펙트럼 사이에 간격이 없다. 핵의 유한한 크기 효과를 고려한 더 정확한 계산은 결합 에너지가 Z > Zcr에서 처음으로 2mc2을 초과하며, 이는 아마도 168번과 172번 사이일 것으로 나타낸다. Z > Zcr의 경우, 가장 안쪽 궤도(1s)가 채워지지 않으면 핵의 전기장이 진공에서 전자를 끌어내, 양전자의 자발적 방출을 초래한다. 1s 부껍질이 음의 연속체로 잠수하는 것은 종종 주기율표의 "종말"로 간주되기도 했지만, 사실 그러한 한계를 부과하지 않는데 그러한 공명은 가모프 상태로 해석될 수 있기 때문이다. 그럼에도 불구하고 Zcr ≈ 172를 넘어선 계산 및 주기율표를 확장하는 데 필요한 다전자 체계에서 그러한 상태의 정확한 설명은 여전히 미해결 문제이다.
원자 번호 Zcr ≈ 172를 넘는 원자를 초임계 원자라고 부른다. 초임계 원자는 가장 안쪽 궤도(1s)가 채워지지 않으면 핵의 전기장이 진공에서 전자를 끌어내, 양전자의 자발적 방출을 초래한다. 그러나 핵 주위의 강한 장은 매우 작은 공간 영역에 국한되어 있어, 파울리 배타 원리는 음의 연속체로 잠수한 부껍질이 채워지면 추가적인 자발적 쌍생성을 금지한다. 원소 173~184번은 1s 껍질만 음의 연속체로 잠수했기 때문에 약한 초임계 원자라고 불린다. 2p1/2 껍질은 원소 185번 부근에서, 2s 껍질은 원소 245번 부근에서 합류할 것으로 예상된다. 현재까지 중핵 충돌(예: 납과 우라늄 충돌로 일시적으로 유효 Z 174 생성, 우라늄과 우라늄 충돌로 유효 Z 184 생성, 우라늄과 캘리포늄 충돌로 유효 Z 190 생성)을 통해 초임계 전하를 조립하여 자발적 쌍생성을 검출하는 데 성공한 실험은 없다.
Zcr을 넘는 것이 원소가 더 이상 존재할 수 없다는 것을 의미하지는 않지만, 핵에 가까운 1s 밀도의 농도 증가는 Zcr에 가까워질수록 이 전자들이 K 전자 포획에 더 취약하게 만들 가능성이 높다. 이처럼 무거운 원소의 경우, 이 1s 전자들은 핵에 너무 가까이, 실제로 핵 내부에 상당한 시간을 보낼 가능성이 있다. 이는 주기율표의 또 다른 한계를 제시할 수 있다.
m 요소 때문에 뮤온 원자는 약 2200번의 훨씬 더 큰 원자 번호에서 초임계 상태가 되는데, 이는 뮤온이 전자보다 약 207배 무겁기 때문이다.

##### 쿼크 물질
또한 A > 300 영역을 넘어설 경우, 양성자 및 중성자로 묶인 쿼크 대신 자유롭게 흐르는 위 쿼크와 아래 쿼크로 구성된 가설적인 안정 쿼크 물질 단계로 이루어진 전체 "안정성의 대륙"이 존재할 수 있다고 가정되었다. 이러한 형태의 물질은 핵 물질보다 중입자당 더 큰 결합 에너지를 가진 중입자 물질의 바닥 상태로 이론화되며, 이 질량 임계값을 넘어선 핵 물질이 쿼크 물질로 붕괴하는 것을 선호한다. 이러한 물질 상태가 존재한다면, 일반적인 초중핵으로 이어지는 동일한 핵융합 반응에서 합성될 수 있으며, 쿨롱 반발력을 극복하기에 충분한 더 강한 결합으로 인해 핵분열에 대해 안정화될 것이다.
2020년에 발표된 계산에 따르면, A ~ 266 이상에서 위-아래 쿼크 물질(udQM) 덩어리는 기존 핵에 대해 안정적이며, 또한 udQM 덩어리는 기존 핵(Zcr ~ 177, A ~ 480)보다 일찍 초임계 상태가 된다(Zcr ~ 163, A ~ 609).

### 핵 특성

#### 마법수와 안정성의 섬
퀴륨, 원소 96번 이후에는 원자 번호가 증가함에 따라 핵의 안정성이 크게 감소하여, 101번 이상의 원자 번호를 가진 모든 동위원소는 하루 이내의 반감기로 방사성으로 붕괴한다. 82번 이상의 원자 번호를 가진 원소(납 이후)는 안정 동위원소가 없다. 그럼에도 불구하고 아직 잘 이해되지 않는 이유로 인해 원자 번호 110번~114번 주변에서 핵 안정성이 약간 증가하여 핵 물리학에서 "안정성의 섬"으로 알려진 현상이 나타난다. 캘리포니아 대학교 교수 글렌 시보그가 제안한 이 개념은 초중원소가 예측보다 오래 지속되는 이유를 설명한다.
비상대론적 스카르메 상호작용을 사용하는 하트리-폭-보고류보프 방법에 따른 계산은 Z = 126을 닫힌 양성자 껍질로 제안했다. 주기율표의 이 영역에서 N = 184, N = 196, N = 228은 닫힌 중성자 껍질로 제안되었다. 따라서 가장 흥미로운 동위원소는 310126, 322126, 354126이며, 이들은 다른 동위원소보다 상당히 오래 지속될 수 있다. 마법수의 양성자를 가진 원소 126번은 이 영역의 다른 원소보다 더 안정적일 것으로 예측되며, 매우 긴 반감기를 가진 이성질핵을 가질 수 있다. 또한 안정성의 섬이 대신 306122번을 중심으로 할 수도 있는데, 이는 구형이며 이중 마법수일 수 있다. 아마도 안정성의 섬은 Z = 114–126 및 N = 184 주변에서 발생하며, 수명은 수 시간에서 수 일 정도일 것이다. N = 184의 껍질 폐쇄를 넘어서는 자발 핵분열 수명은 10−15초 미만으로 급격히 떨어져 핵이 전자 구름을 얻고 화학 반응에 참여하기에는 너무 짧을 것이다. 그렇다 하더라도, 그러한 수명은 모델에 매우 의존적이며, 예측은 여러 자릿수에 걸쳐 다양하다.
핵 변형 및 상대론적 효과를 고려한 단일 입자 준위 분석은 Z = 126, 138, 154, 164 및 N = 228, 308, 318에서 초중핵의 새로운 마법수를 예측한다. 따라서 291Cn, 293Cn, 및 298Fl을 중심으로 하는 안정성의 섬 외에도 이중 마법수인 354126 및 472164 또는 482164 주변에도 추가 안정성의 섬이 존재할 수 있다. 이 핵은 베타-안정이며 상대적으로 긴 반감기로 알파 방출 또는 자발 핵분열을 통해 붕괴할 것으로 예측되지만 소량의 베타-플러스 붕괴 (또는 전자 포획) 가지도 존재할 수 있다. 이러한 안정성 강화 영역 밖에서는 특히 짝짝 핵의 경우 핵분열 장벽이 안정화 효과 상실로 인해 크게 낮아져 10−18초 미만의 핵분열 반감기를 초래할 것으로 예상된다. 일반적으로 알파 붕괴 반감기는 중성자 수에 따라 증가하여, 가장 중성자 결핍 동위원소에서는 나노초에서 베타 안정성 선에 가까워질수록 초 단위로 증가할 것으로 예상된다. 마법수보다 중성자 수가 몇 개만 더 많은 핵의 경우 결합 에너지가 상당히 감소하여 추세가 깨지고 반감기가 짧아진다. 또한 이러한 원소의 가장 중성자 결핍 동위원소는 속박되지 않아 양성자 방출을 겪을 수 있다. 뭉치 붕괴 (무거운 입자 방출) 또한 일부 동위원소의 대안 붕괴 모드로 제안되었으며, 이들 원소 식별에 또 다른 장애물이 되고 있다.
국제 순수·응용 화학 연합(IUPAC)은 원소가 핵이 전자 구름을 형성하는 데 걸리는 시간인 10−14초보다 긴 수명을 가질 경우 존재한다고 정의한다. 그러나 핵종은 일반적으로 수명이 약 10−22초보다 길 경우 존재한다고 간주되는데, 이는 핵 구조가 형성되는 데 걸리는 시간이다. 결과적으로, 일부 Z 값은 핵종으로만 실현될 수 있으며 해당 원소는 존재하지 않을 수도 있다.
또한 핵 껍질 구조가 흐려지고(전자 껍질 구조는 이미 오가네손 주변에서 그럴 것으로 예상됨) 저에너지 붕괴 모드가 쉽게 사용 가능해지면서 126번을 넘어서면 더 이상의 섬이 실제로 존재하지 않을 수도 있다.
핵종 표의 일부 영역에는 구형 핵과 다른 마법수를 가지는 비구형 핵으로 인해 추가적인 안정성 영역이 있을 것으로 예상된다. 달걀 모양의 270Hs (Z = 108, N = 162)는 그러한 변형된 이중 마법수 핵 중 하나이다. 초중량 영역에서 양성자의 강한 전자기적 반발력은 일부 핵, 특히 오가네손 동위원소가 바닥 상태에서 양성자의 중심 밀도가 감소한 기포 모양을 가정하게 할 수 있는데, 이는 대부분의 작은 핵 내부의 거의 균일한 분포와는 다르다. 그러나 이러한 형태는 핵분열 장벽이 매우 낮을 것이다. 일부 영역의 더 무거운 핵, 예를 들어 342136과 466156은 대신 원환체 또는 적혈구와 같은 모양을 가질 수 있으며, 그들만의 마법수와 안정성의 섬을 가질 수 있지만 이들 또한 쉽게 파편화될 것이다.
원소 164번을 넘어서는 핵분열선은 중성자 붕괴선과 수렴하여 더 무거운 원소의 존재에 한계를 둘 수 있다. 그럼에도 불구하고 Z = 210, 274, 354 및 N = 308, 406, 524, 644, 772에서 추가적인 마법수가 예측되었으며 616210과 798274에서 두 개의 베타-안정 이중 마법 핵이 발견되었다. 동일한 계산 방법은 298Fl과 472164에 대한 예측을 재현했다. (Z = 354에 대해 예측된 이중 마법 핵은 베타-불안정하며, 998354는 중성자-결핍이고 1126354는 중성자-풍부이다.) 비록 616210과 798274에 대해 알파 붕괴 및 핵분열에 대한 추가적인 안정성이 예측되며, 616210의 경우 수백 마이크로초까지 반감기가 예측되지만 Z = 114 및 164에서 예측된 것만큼 중요한 안정성의 섬은 존재하지 않을 것이다. 초중원소의 존재는 닫힌 껍질의 안정화 효과에 매우 강하게 의존하기 때문에 핵 불안정성 및 핵분열이 이러한 안정성의 섬을 넘어선 주기율표의 끝을 결정할 가능성이 높다.
국제 순수·응용 화학 연합(IUPAC)은 원소가 핵이 전자 구름을 형성하는 데 걸리는 시간인 10−14초보다 긴 수명을 가질 경우 존재한다고 정의한다. 그러나 핵종은 일반적으로 수명이 약 10−22초보다 길 경우 존재한다고 간주되는데, 이는 핵 구조가 형성되는 데 걸리는 시간이다. 결과적으로, 일부 Z 값은 핵종으로만 실현될 수 있으며 해당 원소는 존재하지 않을 수도 있다.
또한 핵 껍질 구조가 흐려지고(전자 껍질 구조는 이미 오가네손 주변에서 그럴 것으로 예상됨) 저에너지 붕괴 모드가 쉽게 사용 가능해지면서 126번을 넘어선 더 이상의 섬이 실제로 존재하지 않을 수도 있다.
핵종 표의 일부 영역에는 구형 핵과 다른 마법수를 가지는 비구형 핵으로 인해 추가적인 안정성 영역이 있을 것으로 예상된다. 달걀 모양의 270Hs (Z = 108, N = 162)는 그러한 변형된 이중 마법수 핵 중 하나이다. 초중량 영역에서 양성자의 강한 전자기적 반발력은 일부 핵, 특히 오가네손 동위원소들이 바닥 상태에서 양성자의 중심 밀도가 감소한 기포 모양을 가정하게 할 수 있는데, 이는 대부분의 작은 핵 내부의 거의 균일한 분포와는 다르다. 그러나 이러한 형태는 핵분열 장벽이 매우 낮을 것이다. 원환체 또는 적혈구와 같은 모양을 가질 수 있으며, 그들만의 마법수와 안정성의 섬을 가질 수 있지만 이들 또한 쉽게 파편화될 것이다.

#### 미발견 원소의 예측 붕괴 특성
주요 안정성의 섬은 291Cn과 293Cn 주변에 위치할 것으로 생각되므로 오가네손을 넘어선 미발견 원소는 매우 불안정하며 마이크로초 이하의 시간 내에 알파 붕괴 또는 자발 핵분열을 겪을 수 있다. 반감기가 1마이크로초를 초과하는 정확한 영역은 알려져 있지 않지만, 다양한 모델들은 운비닐륨보다 무거운 원소의 동위원소들이 이용 가능한 표적과 발사체와의 핵융합 반응에서 생성될 수 있으며, 이들의 반감기는 1마이크로초 미만이므로 감지되지 않을 수 있다고 제안한다. N = 184 및 N = 228에, 또한 아마도 Z ~ 124 및 N ~ 198에도 안정성 영역이 존재할 것이라는 예측은 일관적이다. 이 핵은 수 초의 반감기를 가지며 주로 알파 붕괴와 자발 핵분열을 겪을 것으로 예측되지만, 소량의 베타-플러스 붕괴 (또는 전자 포획) 분기도 존재할 수 있다. 이렇게 강한 안정성을 보이는 영역 밖에서는 안정화 효과 상실로 인해 핵분열 장벽이 크게 감소하여 10−18초 미만의 핵분열 반감기를 초래할 것으로 예상되며, 특히 짝짝 핵의 경우 핵자쌍 때문에 방해가 더욱 낮아진다. 일반적으로 알파 붕괴 반감기는 중성자 수에 따라 증가하여 가장 중성자 결핍 동위원소에서는 나노초에서 베타 안정성 선에 가까워질수록 초 단위로 증가할 것으로 예상된다. 마법수보다 중성자 수가 몇 개만 더 많은 핵의 경우, 결합 에너지가 상당히 감소하여 추세가 깨지고 반감기가 짧아진다. 이러한 원소의 가장 중성자 결핍 동위원소는 또한 속박되지 않아 양성자 방출을 겪을 수 있다. 뭉치 붕괴 (무거운 입자 방출) 또한 일부 동위원소의 대안 붕괴 모드로 제안되었으며, 이들 원소 식별에 또 다른 장애물이 되고 있다.

### 전자 배열
다음은 원소 119~174번 및 184번의 예상 전자 배열이다. [Og] 기호는 오가네손(Z = 118)의 예상 전자 배열을 나타내며, 이는 현재 알려진 마지막 원소이다. 오가네손은 마지막으로 닫힌 껍질(비활성 기체) 배열, 즉 1s2 2s2 2p6 3s2 3p6 3d10 4s2 4p6 4d10 4f14 5s2 5p6 5d10 5f14 6s2 6p6 6d10 7s2 7p6를 가질 것으로 예상되기 때문에 이 표의 원소 배열은 [Og]부터 시작한다. 마찬가지로 원소 173, 174, 184번의 배열에서 [172]는 원소 172번의 예상 닫힌 껍질 배열을 나타낸다.
원소 123번을 넘어서는 완전한 계산은 불가능하기 때문에 이 표의 데이터는 잠정적으로 받아들여야 한다. 원소 123번의 경우, 그리고 아마도 더 무거운 원소들도 마찬가지로 여러 가지 가능한 전자 배열이 매우 유사한 에너지 준위를 가질 것으로 예측되어 바닥 상태를 예측하기 매우 어렵다. 제안된 모든 배열(마델룽 규칙이 여기서 작동을 멈출 것이라고 이해된 이후)이 포함된다.
172번까지의 예측된 블록 할당은 쿨샤의 것이며, 예상되는 원자가 궤도에 따른 것이다. 그러나 원소 138번 이후 구역이 어떻게 작동해야 하는지에 대해서는 문헌에 합의가 없다.
| 화학 원소 | 화학 원소 | 화학 원소  | 구역    | 예측 전자 배열[15][16][18][89] |
| --------- | --------- | ---------- | ------- | --- |
| 119       | Uue       | 우누넨늄   | s-block | [Og] 8s1 |
| 120       | Ubn       | 운비닐륨   | s-block | [Og] 8s2 |
| 121       | Ubu       | 운비우늄   | g-block | [Og] 8s2 8p1 1/2[82] |
| 122       | Ubb       | 운비븀     | g-block | [Og] 8s2 8p2 1/2[82] [Og] 7d1 8s2 8p1 1/2 |
| 123       | Ubt       | 운비트륨   | g-block | [Og] 6f1 8s2 8p2 1/2[128] [Og] 6f1 7d1 8s2 8p1 1/2[82][126] [Og] 6f2 8s2 8p1 1/2 [Og] 8s2 8p2 1/2 8p1 3/2[126]                                                     |
| 124       | Ubq       | 운비쿼듐   | g-block | [Og] 6f2 8s2 8p2 1/2[82][128] [Og] 6f3 8s2 8p1 1/2 |
| 125       | Ubp       | 운비펜튬   | g-block | [Og] 6f4 8s2 8p1 1/2[82] [Og] 5g1 6f2 8s2 8p2 1/2[128] [Og] 5g1 6f3 8s2 8p1 1/2 [Og] 8s2 0.81(5g1 6f2 8p2 1/2) + 0.17(5g1 6f1 7d2 8p1 1/2) + 0.02(6f3 7d1 8p1 1/2) |
| 126       | Ubh       | 운비헥슘   | g-block | [Og] 5g1 6f4 8s2 8p1 1/2[82] [Og] 5g2 6f2 8s2 8p2 1/2[128] [Og] 5g2 6f3 8s2 8p1 1/2 [Og] 8s2 0.998(5g2 6f3 8p1 1/2) + 0.002(5g2 6f2 8p2 1/2)                       |
| 127       | Ubs       | 운비셉튬   | g-block | [Og] 5g2 6f3 8s2 8p2 1/2[82] [Og] 5g3 6f2 8s2 8p2 1/2[128] [Og] 8s2 0.88(5g3 6f2 8p2 1/2) + 0.12(5g3 6f1 7d2 8p1 1/2)                                              |
| 128       | Ubo       | 운비옥튬   | g-block | [Og] 5g3 6f3 8s2 8p2 1/2[82] [Og] 5g4 6f2 8s2 8p2 1/2[128] [Og] 8s2 0.88(5g4 6f2 8p2 1/2) + 0.12(5g4 6f1 7d2 8p1 1/2)                                              |
| 129       | Ube       | 운비엔늄   | g-block | [Og] 5g4 6f3 7d1 8s2 8p1 1/2 [Og] 5g4 6f3 8s2 8p2 1/2[82][128] [Og] 5g5 6f2 8s2 8p2 1/2 [Og] 5g4 6f3 7d1 8s2 8p1 1/2                                               |
| 130       | Utn       | 운트리닐륨 | g-block | [Og] 5g5 6f3 7d1 8s2 8p1 1/2 [Og] 5g5 6f3 8s2 8p2 1/2[82][128] [Og] 5g6 6f2 8s2 8p2 1/2 [Og] 5g5 6f3 7d1 8s2 8p1 1/2                                               |
| 131       | Utu       | 운트리우늄 | g-block | [Og] 5g6 6f3 8s2 8p2 1/2[82][128] [Og] 5g7 6f2 8s2 8p2 1/2 [Og] 8s2 0.86(5g6 6f3 8p2 1/2) + 0.14(5g6 6f2 7d2 8p1 1/2)                                              |
| 132       | Utb       | 운트리븀   | g-block | [Og] 5g7 6f3 8s2 8p2 1/2[128] [Og] 5g8 6f2 8s2 8p2 1/2 |
| 133       | Utt       | 운트리트륨 | g-block | [Og] 5g8 6f3 8s2 8p2 1/2[128] |
| 134       | Utq       | 운트리쿼듐 | g-block | [Og] 5g8 6f4 8s2 8p2 1/2[128] |
| 135       | Utp       | 운트리펜튬 | g-block | [Og] 5g9 6f4 8s2 8p2 1/2[128] |
| 136       | Uth       | 운트리헥슘 | g-block | [Og] 5g10 6f4 8s2 8p2 1/2[128] |
| 137       | Uts       | 운트리셉튬 | g-block | [Og] 5g11 6f4 8s2 8p2 1/2[128] |
| 138       | Uto       | 운트리옥튬 | g-block | [Og] 5g12 6f4 8s2 8p2 1/2[128] [Og] 5g12 6f3 7d1 8s2 8p2 1/2 |
| 139       | Ute       | 운트리엔늄 | g-block | [Og] 5g13 6f3 7d1 8s2 8p2 1/2[128] [Og] 5g13 6f2 7d2 8s2 8p2 1/2                                                                                                   |
| 140       | Uqn       | 운쿼드닐륨 | g-block | [Og] 5g14 6f3 7d1 8s2 8p2 1/2[128] [Og] 5g15 6f1 8s2 8p2 1/2 8p2 3/2                                                                                               |
| 141       | Uqu       | 운쿼드우늄 | g-block | [Og] 5g15 6f2 7d2 8s2 8p2 1/2[128] |
| 142       | Uqb       | 운쿼드븀   | g-block | [Og] 5g16 6f2 7d2 8s2 8p2 1/2[128] |
| 143       | Uqt       | 운쿼드트륨 | f-block | [Og] 5g17 6f2 7d2 8s2 8p2 1/2[128] |
| 144       | Uqq       | 운쿼드쿼듐 | f-block | [Og] 5g18 6f2 7d2 8s2 8p2 1/2[128] [Og] 5g18 6f1 7d3 8s2 8p2 1/2 [Og] 5g17 6f2 7d3 8s2 8p2 1/2 [Og] 8s2 0.95(5g17 6f2 7d3 8p2 1/2) + 0.05(5g17 6f4 7d1 8p2 1/2)    |
| 145       | Uqp       | 운쿼드펜튬 | f-block | [Og] 5g18 6f3 7d2 8s2 8p2 1/2[128] |
| 146       | Uqh       | 운쿼드헥슘 | f-block | [Og] 5g18 6f4 7d2 8s2 8p2 1/2[128] |
| 147       | Uqs       | 운쿼드셉튬 | f-block | [Og] 5g18 6f5 7d2 8s2 8p2 1/2[128] |
| 148       | Uqo       | 운쿼드옥튬 | f-block | [Og] 5g18 6f6 7d2 8s2 8p2 1/2[128] |
| 149       | Uqe       | 운쿼드엔늄 | f-block | [Og] 5g18 6f6 7d3 8s2 8p2 1/2[128] |
| 150       | Upn       | 운펜트닐륨 | f-block | [Og] 5g18 6f6 7d4 8s2 8p2 1/2 [Og] 5g18 6f7 7d3 8s2 8p2 1/2[128]                                                                                                   |
| 151       | Upu       | 운펜트우늄 | f-block | [Og] 5g18 6f8 7d3 8s2 8p2 1/2[128] |
| 152       | Upb       | 운펜트븀   | f-block | [Og] 5g18 6f9 7d3 8s2 8p2 1/2[128] |
| 153       | Upt       | 운펜트트륨 | f-block | [Og] 5g18 6f10 7d3 8s2 8p2 1/2 [Og] 5g18 6f11 7d2 8s2 8p2 1/2[128]                                                                                                 |
| 154       | Upq       | 운펜트쿼듐 | f-block | [Og] 5g18 6f11 7d3 8s2 8p2 1/2 [Og] 5g18 6f12 7d2 8s2 8p2 1/2[128]                                                                                                 |
| 155       | Upp       | 운펜트펜튬 | f-block | [Og] 5g18 6f12 7d3 8s2 8p2 1/2 [Og] 5g18 6f13 7d2 8s2 8p2 1/2[128]                                                                                                 |
| 156       | Uph       | 운펜트헥슘 | f-block | [Og] 5g18 6f13 7d3 8s2 8p2 1/2 [Og] 5g18 6f14 7d2 8s2 8p2 1/2[128]                                                                                                 |
| 157       | Ups       | 운펜트셉튬 | d-block | [Og] 5g18 6f14 7d3 8s2 8p2 1/2[128] |
| 158       | Upo       | 운펜트옥튬 | d-block | [Og] 5g18 6f14 7d4 8s2 8p2 1/2[128] |
| 159       | Upe       | 운펜트엔늄 | d-block | [Og] 5g18 6f14 7d5 8s2 8p2 1/2 [Og] 5g18 6f14 7d4 8s2 8p2 1/2 9s1[128]                                                                                             |
| 160       | Uhn       | 운헥스닐륨 | d-block | [Og] 5g18 6f14 7d6 8s2 8p2 1/2 [Og] 5g18 6f14 7d5 8s2 8p2 1/2 9s1[128]                                                                                             |
| 161       | Uhu       | 운헥스우늄 | d-block | [Og] 5g18 6f14 7d7 8s2 8p2 1/2 [Og] 5g18 6f14 7d6 8s2 8p2 1/2 9s1[128]                                                                                             |
| 162       | Uhb       | 운헥스븀   | d-block | [Og] 5g18 6f14 7d8 8s2 8p2 1/2 [Og] 5g18 6f14 7d7 8s2 8p2 1/2 9s1[128]                                                                                             |
| 163       | Uht       | 운헥스트륨 | d-block | [Og] 5g18 6f14 7d9 8s2 8p2 1/2 [Og] 5g18 6f14 7d8 8s2 8p2 1/2 9s1[128]                                                                                             |
| 164       | Uhq       | 운헥스쿼듐 | d-block | [Og] 5g18 6f14 7d10 8s2 8p2 1/2[128] |
| 165       | Uhp       | 운헥스펜튬 | d-block | [Og] 5g18 6f14 7d10 8s2 8p2 1/2 9s1[128] |
| 166       | Uhh       | 운헥스헥슘 | d-block | [Og] 5g18 6f14 7d10 8s2 8p2 1/2 9s2[128] |
| 167       | Uhs       | 운헥스셉튬 | p-block | [Og] 5g18 6f14 7d10 8s2 8p2 1/2 9s2 9p1 1/2 [Og] 5g18 6f14 7d10 8s2 8p2 1/2 8p1 3/2 9s2[128]                                                                       |
| 168       | Uho       | 운헥스옥튬 | p-block | [Og] 5g18 6f14 7d10 8s2 8p2 1/2 9s2 9p2 1/2 [Og] 5g18 6f14 7d10 8s2 8p2 1/2 8p2 3/2 9s2[128]                                                                       |
| 169       | Uhe       | 운헥스엔늄 | p-block | [Og] 5g18 6f14 7d10 8s2 8p2 1/2 8p1 3/2 9s2 9p2 1/2 [Og] 5g18 6f14 7d10 8s2 8p2 1/2 8p3 3/2 9s2[128]                                                               |
| 170       | Usn       | 운셉트닐륨 | p-block | [Og] 5g18 6f14 7d10 8s2 8p2 1/2 8p2 3/2 9s2 9p2 1/2 [Og] 5g18 6f14 7d10 8s2 8p2 1/2 8p4 3/2 9s2[128]                                                               |
| 171       | Usu       | 운셉트우늄 | p-block | [Og] 5g18 6f14 7d10 8s2 8p2 1/2 8p3 3/2 9s2 9p2 1/2 [Og] 5g18 6f14 7d10 8s2 8p2 1/2 8p4 3/2 9s2 9p1 1/2[128]                                                       |
| 172       | Usb       | 운셉트븀   | p-block | [Og] 5g18 6f14 7d10 8s2 8p2 1/2 8p4 3/2 9s2 9p2 1/2[128] |
| 173       | Ust       | 운셉트트륨 | ?       | [172] 6g1 [172] 9p1 3/2 [172] 10s1[90] |
| 174       | Usq       | 운셉트쿼듐 | ?       | [172] 8d1 10s1[90] |
| ...       | ...       | ...        | ...     | ... |
| 184       | Uoq       | 운옥트쿼듐 | ?       | [172] 6g5 7f4 8d3 |

## 같이 보기
- 핵종표
- 초핵
- 중성자 물질(Neutronium)

## 참고 문헌
- Kaldor, U. (2005). 〈Superheavy Elements—Chemistry and Spectroscopy〉. 《Encyclopedia of Computational Chemistry》. doi:10.1002/0470845015.cu0044. ISBN 978-0470845011.
- Seaborg, G. T. (1968). 《Elements Beyond 100, Present Status and Future Prospects》. 《연간 핵 과학 검토》 18. 53–152쪽. Bibcode:1968ARNPS..18...53S. doi:10.1146/annurev.ns.18.120168.000413.
- Scerri, Eric. (2011). 《A Very Short Introduction to the Periodic Table, Oxford University Press, Oxford》. OUP Oxford. ISBN 978-0-19-958249-5.